# 唐

唐

唐の領土の変遷

唐（とう、拼音: Táng、618年 - 907年）は、中国の王朝。李淵が隋を滅ぼして建国した。7世紀の最盛期には中央アジアの砂漠地帯も支配する大帝国であり、中央アジアや東南アジア、北東アジア諸国（朝鮮半島や渤海、日本など）に政制・文化などの面で多大な影響を与えた。首都は長安に置かれた。

## 歴史

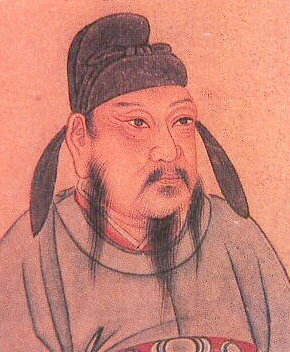
建国者 李淵

### 前期

#### 建国
西晋の滅亡以来、中国は300年近くに渡る長い分裂時代が続いていたが北朝隋の文帝により、589年に再統一が為された。文帝は内政面でも律令の制定・三省六部を頂点とする官制改革・郡を廃止して州県制を導入・科挙制度の創設など多数の改革を行った。
604年、文帝崩御に伴い文帝の次男の楊広（煬帝）が後を継ぐ。煬帝は文帝時代から引き継いだ大運河・洛陽新城などの大規模土木工事を完成させた。さらに612年から3年連続で高句麗に対して三度の大規模な遠征を行うが、いずれも失敗に終わる（隋の高句麗遠征）。その最中の613年に起きた楊玄感の反乱をきっかけにして隋全体で反乱が勃発、大小200の勢力が相争う内乱状態となった（隋末唐初）。
国内の混乱が激しくなる中、北の東突厥に面する太原の留守とされていた唐国公李淵は617年に挙兵。対峙する突厥と和議を結び、短期間に首都大興城（長安）を陥落させることに成功。煬帝を太上皇帝に祭り上げて、煬帝の孫で大興城の留守である楊侑を傀儡の皇帝に立てた（恭帝侑）、この時、煬帝は江都（揚州）で現実から逃避して酒色に溺れる生活を送っていたが、長安占拠の報によって煬帝の親衛隊の間に動揺が広がり、618年に宇文化及を頭としたクーデターにより煬帝は弑逆された。
同年、李淵は恭帝から禅譲を受けて即位。武徳と元号を改め、唐を建国した。この時点で王世充・李密・竇建徳・劉武周など各地に群雄が割拠していた。李淵（以下高祖とする）は長男の李建成を皇太子とし、次男の李世民を尚書令として、各地の群雄討伐に向かわせた。620年から最大の敵である洛陽の王世充を攻めるが、河北の竇建徳が王世充の要請に応えて10万の援軍を送ってきた。李世民の奮戦によりこれを撃破。唐は最大の軍事的危機を乗り越えた。
抜群の功績を挙げた李世民は皇太子である李建成および四男の李元吉と後継の座を巡って対立するようになるが、高祖は曖昧な態度でことを決めることができなかった。626年、李世民は長安宮城の北門玄武門にて李建成と李元吉を殺し（玄武門の変）、さらに父の高祖に迫って譲位させ、自らが唐の二代皇帝となった（太宗）。

#### 貞観の治

太宗 李世民

帝位を継いだ太宗は626年に東突厥と結んで最後まで抵抗していた朔方郡の梁師都を平定し、統一を果たした。更に630年には突厥の内紛に乗じて李靖・李勣を派遣してこれを滅ぼすことに成功。突厥の支配下にあった鉄勒諸部から天可汗（テングリ＝カガン）の称号を奉じられた。647年にはこの地に燕然都護府をおいて鉄勒を羈縻支配においた。635年には吐谷渾を破り、更にチベットの吐蕃も支配下に入れた。ただし吐蕃には度々公主を降嫁させるなど懐柔に努めなければならなかった。
内政面においては房玄齢・杜如晦の皇子時代からの腹心に加え、李建成に仕えていた魏徴・李密の配下であった李勣など多数の人材を集めて政治に当たった。この結果、627年の時に米一斗が絹一匹と交換されていたのが、630年には米一斗が4・5銭まで下がり、一年間の死刑者数は29人しかおらず、（盗賊がいなくなったので）みな外扉を閉めないようになり、道中で支給があったので数千里を旅する者でも食料をもたないようになったといい、貞観の治と呼ばれる太平の時代とされた。この時代のことを記した『貞観政要』は後世に政治の手本として扱われた。しかし統一から間もないこの時点でそこまで国力を回復できたか疑問が多く、貞観の治の実態に対して史書や『貞観政要』の記述はかなりの潤色が疑われる。
太宗の政治も徐々に弛緩が見えるようになり、643年に魏徴が死ぬとその傾向に拍車がかかった。
642年、高句麗で泉蓋蘇文がクーデターを起こし、唐から遼東郡王に冊封されていた栄留王を殺し、その弟の宝蔵王を王位につけた。太宗はすぐに出兵を考えたが、一旦は取りやめる。しかし新羅からの要請を受けて645年から三度（645年、647年、648年）にわたって高句麗遠征を行うが、いずれも失敗した（唐の高句麗遠征）。
三回目の高句麗遠征が終わった後の649年に太宗は崩御。太宗の九男の晋王李治が三代皇帝高宗となった。

#### 武周革命
太宗と長孫皇后の間には李承乾（長男）・李泰（四男）・李治（九男）の三人の男子がいた。最初に李承乾が皇太子に立てられたが、李承乾は成長するにつれ奇行が目立つようになり、最後には謀反の疑いにより廃された。次いで太宗は学問に通じた李泰を皇太子にしようとしたが、長孫皇后の兄の長孫無忌が凡庸な治を次代皇帝に推薦し、太宗もこれを入れて李治が後継に決まった。長孫無忌には凡庸な皇帝の後見役になることで権勢を振るうという意図があった。
高宗の治世初期は長孫無忌・褚遂良・李勣などの元勲の補佐を受けて概ね平穏に過ぎた。ここに登場するのが武照、後の武則天である。
武照は太宗の後宮で才人（唐後宮の階級の一つ。上から六番目）だったが、太宗の死と共に尼になり、改めて高宗の後宮に入って昭儀となった。この時に高宗の皇后は王皇后であったが、武昭儀は策略によりこれを廃除して、自ら皇后となった。皇后冊立に当たり、高宗は長孫無忌ら重臣に冊立の可否を問い、長孫無忌と褚遂良が反対・李勣が転向して賛成に回った。皇后となった武則天により長孫無忌・褚遂良は謀反の疑いをかけられて左遷、最後は辺境で死去した。宮廷を掌握した武則天は高宗に代わって実権を握り、垂簾の政を行い、武則天は高宗と並んで「二聖」と呼ばれた。
この時期の668年に李勣を総大将に4度目の高句麗遠征を行い、新羅との連合軍で高句麗を滅ぼすことに成功している。唐はここに安東都護府をおいて支配しようとしたが、後に新羅の圧力を受けて遼東まで後退を余儀なくされる。

683年に高宗が死去すると武則天は高宗との間の子の李顕を帝位につけた（中宗）が、わずか54日でこれを廃し、弟の李旦をこれに替えた（睿宗）。当然実権は武則天にあり、彼らは武則天が皇位に登るまでのつなぎに過ぎなかった。武則天に対する反乱も684年に起きた。李勣の孫の李敬業が起こしたもので、反乱軍の中に初唐を代表する詩人の一人駱賓王がおり、駱賓王が書いた檄文を読んだ武則天はその文才に感心し、「このような才能のある者を流落させているのは宰相の責任だ」といったという。
この反乱も程なく鎮圧され、690年に遂に武則天は帝位に登り、国号を周とした。中国史上唯一の女帝である。睿宗は皇嗣に格下げされて武の性を賜った。
武則天の政治は女性が皇帝になったこと、武承嗣・武三思ら武氏一族、薛懐義や張易之・張昌宗兄弟など武則天の寵愛を受けた者たちなどが権力を握って専横したということ、酷吏を使って密告政治を行ったことなどで評判が悪い。一方で武則天は当時はまだ有効に機能していなかった科挙から人材を組み上げており、武則天により抜擢された姚崇は後の玄宗時代に活躍し、開元の治を導いたと評される。また武周の15年はほぼ平穏な時代であり、この時代に唐は最大版図を実現している。
老いた武則天の後継者として武承嗣たちは自らが後継になることを画策したが、武則天が最も信頼をおいていた重臣の狄仁傑はこれに強く反対。最終的に武則天の決断により廃されていた中宗が戻り、698年に皇太子に復された。更に705年、狄仁傑に推薦されて宰相となっていた張柬之は張易之・張昌宗兄弟を斬殺し、ついには病床の武則天に迫って彼女を退位に追い込み、中宗を即位させ、唐が復活した。同年に武則天は死去。
武則天死後、中宗の皇后韋氏が第二の武則天にならんと政治に容喙するようになった。710年に韋后とその娘安楽公主は中宗を毒殺、殤帝を傀儡とした後自らが帝位に登らんと画策したが、睿宗の三男の李隆基と武則天の娘の太平公主によるクーデターにより韋后と安楽公主は誅殺され、睿宗が再び即位した。その後、今度は李隆基と太平公主による争いが起こる。
2人の皇后の姓を取って7世紀後半から8世紀前半にかけて後宮から発生した政乱を「武韋の禍」と呼ぶ。

#### 開元の治

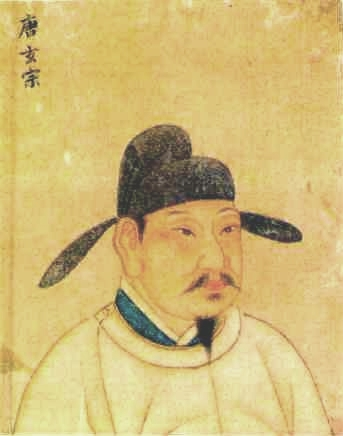
玄宗

8世紀前半の唐

712年（先天元年）、李隆基は睿宗から譲位され即位した（玄宗）。翌年に太平公主を処刑して実権を掌握した。
親政を始めた玄宗は前述の姚崇を抜擢して宰相とした。これに答えて姚崇は「宦官を政治に介入させないこと」「皇帝に親しい臣が不正を行うのをとりしまること」「外戚に政治介入させないこと」などを提言し、玄宗もこれを受け入れて政治に取り組んだ。姚崇のあとを受けた宋璟も姚崇の方針を受け継いで政治改革を進めていった。姚崇と宋璟は貞観の房（玄齢）・杜（如晦）に対して姚・宋と称される。この治世により太宗の時に戸数が300万に満たなかったのが、726年（開元十四年）には戸数は760万あまりとなり、人口も4千万を超えた。穀物価格も低価で、兵士は武器を扱うことがなく、道に物が落ちていても拾う者はいなかったという。この時代を開元の治とよび、唐の極盛期とされる。文化的にも杜甫・李白の漢詩を代表する詩人たちが登場し、最盛期を迎えた。
ただしその裏では唐の根本である律令体制の崩壊が始まっていた。律令体制では民を本籍地で登録し、それを元に租庸調・役（労役・兵役）を課すことになっていた。しかし負担に耐えかねて本籍地から逃亡する民が増えた。これを逃戸と呼ぶ。この現象は武則天時代から問題になっていたが、その後も増え続けていた。これに対しての政策が宇文融によって出された括戸政策である。全国的に逃戸を調査し、逃戸を逃亡先の戸籍に新たに登録し（これを客戸という）、再び国家の支配下に組み入れようとしたものである。721年から724年にかけて行われた結果、80万余りの戸が新たに登録された。
またもう一つの変化が節度使の設置である。上述の理由により兵制である府兵制もまた破綻しており、国防のために睿宗時代の710年に亀茲に安西節度使を設置したのを初めとして、721年までに10の節度使が置かれていた。
さて宇文融は北周帝室に祖を持つ貴族であり、恩蔭（官僚が自分の子を官僚にする権利）の出身者である。姚崇・宋璟の後、科挙出身者である張説・張九齢らが宰相となったが、次第に政界では貴族出身者が権力を握るようになる。宇文融の他に裴耀卿は大運河の運用を改善して漕運改革を行い、首都長安の食糧事情を大きく改善する功績を挙げた。これらは実務に長けた貴族出身官僚であり、この流れを受けて李林甫が登場する。
李林甫は高祖の祖父の李虎の末裔で、734年から752年に没するまでの19年間宰相の地位にあった。李林甫の政策として租庸などの運搬の際の煩雑な書類を簡素にしたというものがある。実務には長けていたが、「口に蜜あり、腹に剣あり」と呼ばれた性格で、玄宗やその寵妃たち・側近の高力士らに上手く取り入る一方で、自分に対抗する政敵を策謀を持って排除し自らの地位保全に熱心であった。
この姿勢の一環として行われたのが、節度使に異民族を採用するという政策である。節度使のうち、長城の内側の節度使はそれまでは高級文官が就任するのが常であったが、李林甫はこれに異民族出身の蕃将を任命するようにした。節度使が宰相への出世コースになっていたのを潰す意図があったとされる。このことが後の安禄山台頭に繋がったといえる。

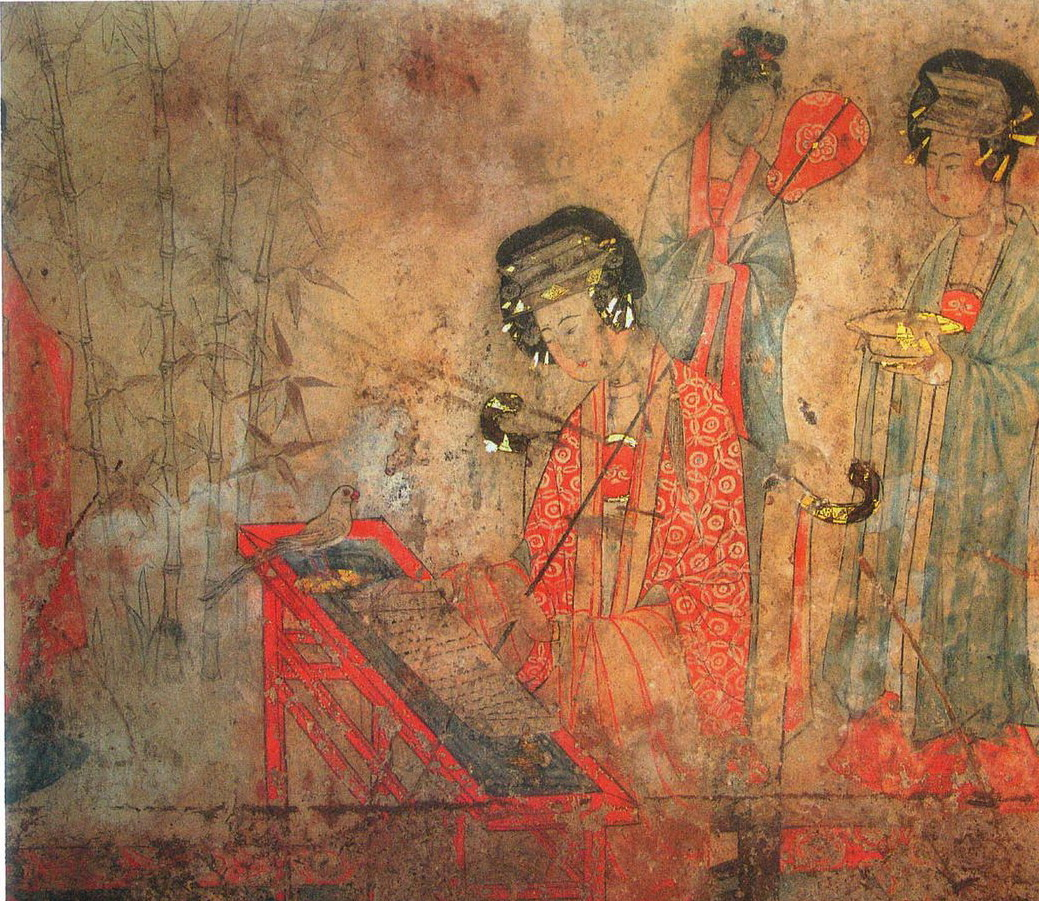
楊貴妃

玄宗は太子時代の妃であった王氏を皇后としていたが、子が無く寵愛が離れた。代わって武則天の一族である武恵妃を寵愛し、その子である第十八子の寿王李瑁を太子に立てたいと思っていたが、武氏の一族であることから群臣の反対にあい、最終的に高力士の勧めに従って忠王李璵（後の粛宗）を太子に立てていた。この寿王李瑁の妃の一人であったのが楊貴妃である。
一旦道士になった後に、745年に改めて後宮に入った楊貴妃を玄宗は溺愛した。その様は白居易の『長恨歌』に歌われている。その中に「此れ従り君主は早く朝せられず」とあるように玄宗は政治に倦み、李林甫らに任せきりになっていた。

#### 安史の乱
楊貴妃を愛する玄宗はその一族も引き立てた。その中の一人が楊貴妃の又従兄弟の楊国忠である。元は酒と博打で身を持ち崩した一族の鼻つまみものであったが、楊貴妃のおかげで官界に入った後は財務関係の実務で功績を挙げて出世を続け、750年には御史大夫兼京兆尹に、更に752年に李林甫が死去すると遂に宰相となった。
楊国忠と権力を争ったのが安禄山である。安禄山はソグド人の父と突厥の母の間に生まれた雑胡（混血の異民族）であった。范陽節度使の張守珪に史思明と共に登用されてその仮子となって戦功を挙げて、742年に平盧節度使に任じられた。更に744年に范陽節度使・751年に河東節度使を兼任して、その総兵力は18万を超える膨大なものとなった。このような大出世を遂げた要因の一つが玄宗・楊貴妃に取り入ったことにある。安禄山は玄宗からその大きな腹の中には何が詰まっているのかと問われた時に「ただ赤心（忠誠）のみが詰まっています」と答えた、あるいは自ら願って楊貴妃の養児となって錦繍の産着を着て玄宗と楊貴妃を喜ばせたなどというエピソードが残る。

安禄山

楊国忠と安禄山は対立し、互いに相手を追い落とさんとするが、常に玄宗のそばにいる楊国忠がこの争いでは有利であった。危機感を感じた安禄山は「君側の奸楊国忠を除く」という名分を立てて遂に挙兵した。この反乱は安禄山とその部下史思明の名を取って安史の乱と呼ばれる。
755年の11月に根拠地の幽州（范陽郡）から歩兵15万と騎兵8千騎を持って出陣した安禄山軍は破竹の勢いで勝ち進み、同年12月には洛陽を陥落させ、翌年の1月1日に皇帝に即位、国号を大燕と称した。更に同年6月には首都長安の東・関中の入り口に当たる潼関を陥落させる。この報に狼狽した唐政府は蜀への避難を決める。避難の途中の馬嵬においてこの事態に怒った兵士たちにより楊国忠が殺され、楊貴妃も自殺させられている。皇太子李亨（李璵から改名している）は途中で玄宗と別行動を取って、朔方節度使郭子儀の元に向かい、兵士を鼓舞するために玄宗の許可無く、皇帝に即位した（粛宗）。
安禄山は757年に子の安慶緒に殺され、その後を継いだ史思明も761年にこれも子の史朝義に殺される。郭子儀率いる軍は回紇の支援を得て757年に長安、762年に洛陽を奪還。翌763年に史朝義が部下に殺され、ここに安史の乱は終結した。

### 後期

#### 律令体制の崩壊
何とか乱を収めた唐であったが、そのダメージは非常に大きかった。防衛体制の緩みをつかれて吐蕃に長安を一時期占領されるという事態が起きている。また反乱軍の将を寝返らせるために節度使の職を持って勧誘した。これが後に河北三鎮と呼ばれ、中央の意向を無視した半独立勢力となり、歴代政府の懸念事項となった。乱により荒れ果てた華北では多数の流民が生じ、755年に890万戸を数えたのが764年には293万戸までに激減している。
逃戸の増大により均田租庸調制・府兵制の両制度は機能しなくなり、周辺民族の活発化により羈縻政策もまた破綻。これらの事態は開元の治以前から進行していたが、安史の乱によりはっきりとこの事態に対する新たな対応策が必要となっていた。これに対するのが律令には存在しない使職という新たな役職である。最初は地方の観察を後に地方の最高行政官となる観察使・税を司る度支使・漕運を司る転運使・専売制を司る塩鉄使などがあり、いずれも非常に重要な役割を果たした。特に758年に開始された塩の専売は大きな利益を上げて、以後の唐の財政に不可欠のものとなった。ゆえに塩鉄使の地位は非常に重要視され、宰相に準ずる職となった。しかし専売に対して密売の私塩が止まず、塩賊と呼ばれる私塩業者が各地で活動した。
前述の節度使も使職の一つであり、安史の乱以後に節度使は観察使を兼職するようになり、それまでの軍事権に加えて行政権も握るようになった。江南では節度使は置かれず観察使が防禦使・経略使などの軍事職を兼任してこちらも軍事・行政を司るようになった。これらを総称して藩鎮と呼ぶ。首都長安と副都洛陽が所属する京兆府と河南府を除き、全国に40-50ほどの藩鎮が置かれた。京兆府と河南府以外の土地は全ていずれかの藩鎮の勢力圏となった。先に挙げた河北三鎮のような中央の意向を無視するような藩鎮を反側藩鎮と呼ぶ（逆に従順な藩鎮を順地という）。これら反側藩鎮は領内において勝手に税を取り立て、さらに中央に納めるべき上供も怠ることが多かった。
また逃戸・客戸の増大により租庸調の収入は激減し、それを埋めるために青苗銭・戸税などの税が徴収されるようになる。農民の負担はますます重くなり、農民の没落・逃戸の増大に繋がるという悪循環に陥っていた。これら複雑化した税制を一本化したものが780年に宰相の楊炎の権限によって実施された両税法である。両税法では夏税（6月納期）としてムギ・秋税（11月納期）にアワ・コメを税として取り立て、それ以外の税を禁止した。藩鎮・地方官が勝手な名目で税を取り立てることを防ぐ意味もあった。そして均田租庸調が民一人一人を対象とするのに対して、戸を対象とし、その資産を計って税額を決める、銅銭での納税が原則とされた。
両税法の実施により唐は均田制を自ら否定したことになり、それまで規制していた大土地所有を事実上公認したことになる。この後は荘園が拡大していくことになる。

#### 藩鎮との攻防

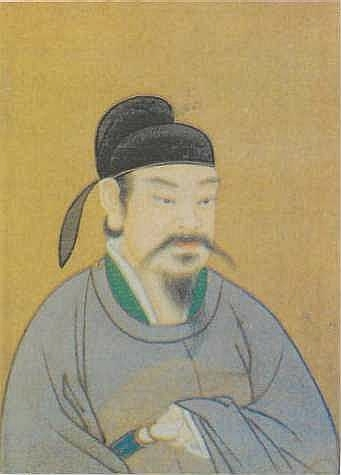
憲宗

770年ごろになると安史軍から投降して節度使になった李懐仙・薛嵩・田承嗣らが相次いで死去する。藩鎮側は節度使の世襲を望んだが、唐政府は新任の節度使の赴任と藩鎮の兵力削減を言い渡した。両税法が実施されたことを切っ掛けに、781年に河北三鎮（盧龍・天雄・成徳）を中心に7の藩鎮が唐に対して反乱を起こした。反乱軍により長安を落とされ、時の皇帝徳宗は梁州に避難した。のちに長安は回復するものの藩鎮の罪を問うことはできず、赦免せざるを得なかった。
805年に新たに即位した憲宗はこの事態に断固たる態度で臨んだ。両税法の実施により財政に余裕ができたことで禁軍である神策軍を大幅に強化し、兵力15万を数えるまでになった。この兵力を元に806年から次々と藩鎮を征伐し、819年から821年にかけて河北三鎮を順地化することに成功した。
これと並行して、それまで藩鎮内の属州の兵力を全て節度使が指揮していたのものを属州の兵は属州の刺史が統括するものとした。また属州の税収は州県の取り分（留県・留州）を取った後は節度使の費用を取った（留使）後に中央へと送られていた（上供）ものを県から直接上供することにした。これらの政策により節度使の持つ兵力・財力は大幅に削減されることになる。更に節度使には中央から派遣した官僚を就けることとし、その任期も3年ほどと短くした。また節度使の監察を行うために宦官を監軍として付けることにした。
このようにして憲宗は藩鎮の抑圧・中央集権の回復に成功した。これにより憲宗は中興の英主と讃えられる。

#### 朋党の禍・宦官の台頭
この頃になると科挙、特に進士科出身の官僚は官界での勢力を拡大し、旧来の貴族勢力と拮抗するまでになった。また貴族の子弟たちの中でも任子ではなく、科挙受験の道を選ぶ者も増えていた。科挙出身者はその年の試験の責任者と受験者たちの間で座主門生と称する縦の、同期の合格者同士で横の、それぞれ人間関係を構築していた。この関係性を元に官界でも派閥が作られるようになる。
この延長線上に起きたのが牛李の党争である。牛僧孺・李宗閔ら進士出身の党と李徳裕の貴族層の党が820年から以後40年に渡って政界で激しく争い、負けた方の派閥の人間は全て失脚して左遷・争いが逆転すると同じことをやり返すという状態になる。このことを文宗（第17代皇帝、穆宗の2代後）は「河北の賊を去るのは難しくないが、朋党の争いを収めるのは難しい」と嘆いた。
文宗の頭を悩ませたもう一つの問題が宦官である。藩鎮討伐に使われた神策軍の司令官は宦官が就くことになっており、宦官はこれにより大きな軍事力を握ることになった。また藩鎮に付けられた監軍はこれも宦官が務めたが、文官の節度使は任期が終わる際に勤務実績を良く報告してもらうために監軍に賄賂を送るようになった。これにより中央官僚の人事にも権限を持つようになった宦官は、遂には皇帝の廃立すら決めるようになった。第12代穆宗から第19代昭宗までの間で第13代敬宗を除く7人は全て宦官に擁立されたものである。先述の党争においても宦官の権力を利用して政敵を排除している。
文宗は宦官排除を目論んで計画を立てる。それは宮中に甘露が降ったという嘘を上奏させ、宦官たちが集まったところで一気に誅滅してしまおうという計画であった。しかし直前で計画が宦官側に露見して失敗。文宗の立場はますます弱いものとなり、「朕は家奴（宦官）に制されている」と嘆いた（甘露の変）。

#### 会昌の廃仏

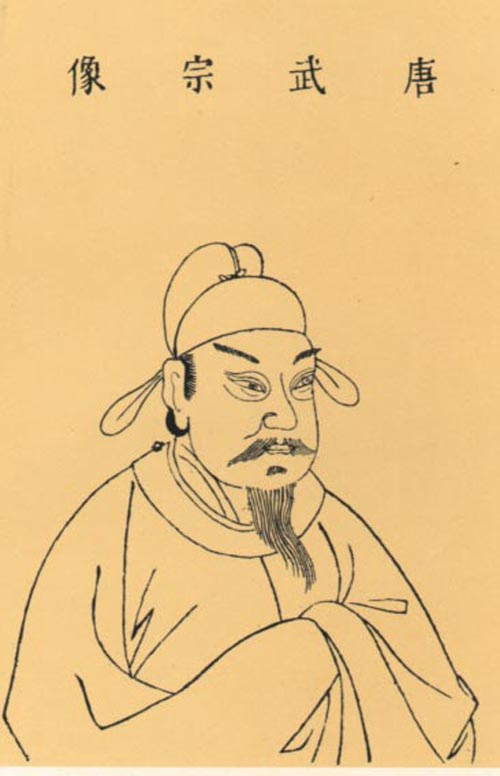
武宗

文宗を継いだ弟の武宗は道教を崇拝すること厚く、道教側の要請もあり、廃仏（会昌の廃仏）を行った。まず845年から始まった廃仏により、還俗させられた僧尼が26万人余り・廃棄寺院4600・仏具や仏像は鋳潰されて銅銭などになった。寺院は長安・洛陽に4、各州に1とし、それぞれに30から50の僧侶が所属するのみとした。これによって仏教界は大打撃を受けた。後世に三武一宗の廃仏と言われるうちの3番目である。この廃仏は単に道教に傾倒した武宗と道教側の策謀によるものだけではない。同時期に祆教・摩尼教・景教（唐代三夷教）も弾圧されているように、唐の国際性が薄れて一種の民族主義的なものが前面に出てきたことにもよる。
846年に武宗が死去し、後を継いだ宣宗により廃仏は終わった。

#### 乱の続発
牛李の党争が終わった10年ほどの後の858年に張潜という官僚が藩鎮で行われていた羨余という行為について非難する上奏文を出した。羨余とは藩鎮が税を徴収した後、藩鎮の費用と上供分を除いて余った分のことを指し、それを倉庫にためた後に進奉といって正規の上供分とは別に中央に送った。この行為を政府は盛んに奨励し、進奉の額が節度使の勤務評価の基準ともなっていた。その出所はといえば民からの苛斂誅求に他ならず、民を大いに苦しめることとなった。これに対しての批判が先に挙げた張潜であるが、増大する経費を賄うには政府は進奉に頼らざるを得なくなっていた。
また民を搾り取るだけでは足らず、兵士の人員の削減・給料のピンハネなども行われた。このような節度使に対して兵士たちは不満を抱き、節度使・観察使を追い出す兵乱が続発する。これら兵乱に刺激を受けて起きたのが裘甫の乱である。
859年にわずか100人を率いて蜂起した裘甫は浙東藩鎮の海岸部象山県次いで剡県を攻略、近くの海賊や盗賊・無頼の徒を集め、3万という大軍に膨れ上がった。その後浙東を転戦したが、政府は安南討伐に功を挙げた王式を派遣し、ウイグルや吐蕃の精兵も投入し、翌860年に鎮圧した。続けて868年、南詔に対する防衛のために桂州に山東で集められた兵士の部隊が派遣されていたが、いつまでたっても交代の兵は来ず、前述のような給料のピンハネもあり、不満を爆発させて龐勛を指導者として反乱を起こした（龐勛の乱）。龐勛軍はまず故郷である山東の徐州へと帰還し、失職兵士や没落農民、各種の賊を入れて一気に大勢力となった。さらにこの乱の特徴として貧農ばかりではなく地主層もこの乱に参加したことが挙げられる。ここにいたってこの乱は当初の兵乱から農民反乱の様相を呈することとなった。しかし雑多な寄せ集めの軍ゆえに内部の統制が取れなくなり、また龐勛の方針も、唐に対して節度使の職を求めたりなど一定しなかった。のでますます内部が乱れた。これに対して唐は7万の軍と突厥沙陀族の精兵騎兵3000を投入し、869年にこれを鎮圧した。

#### 滅亡

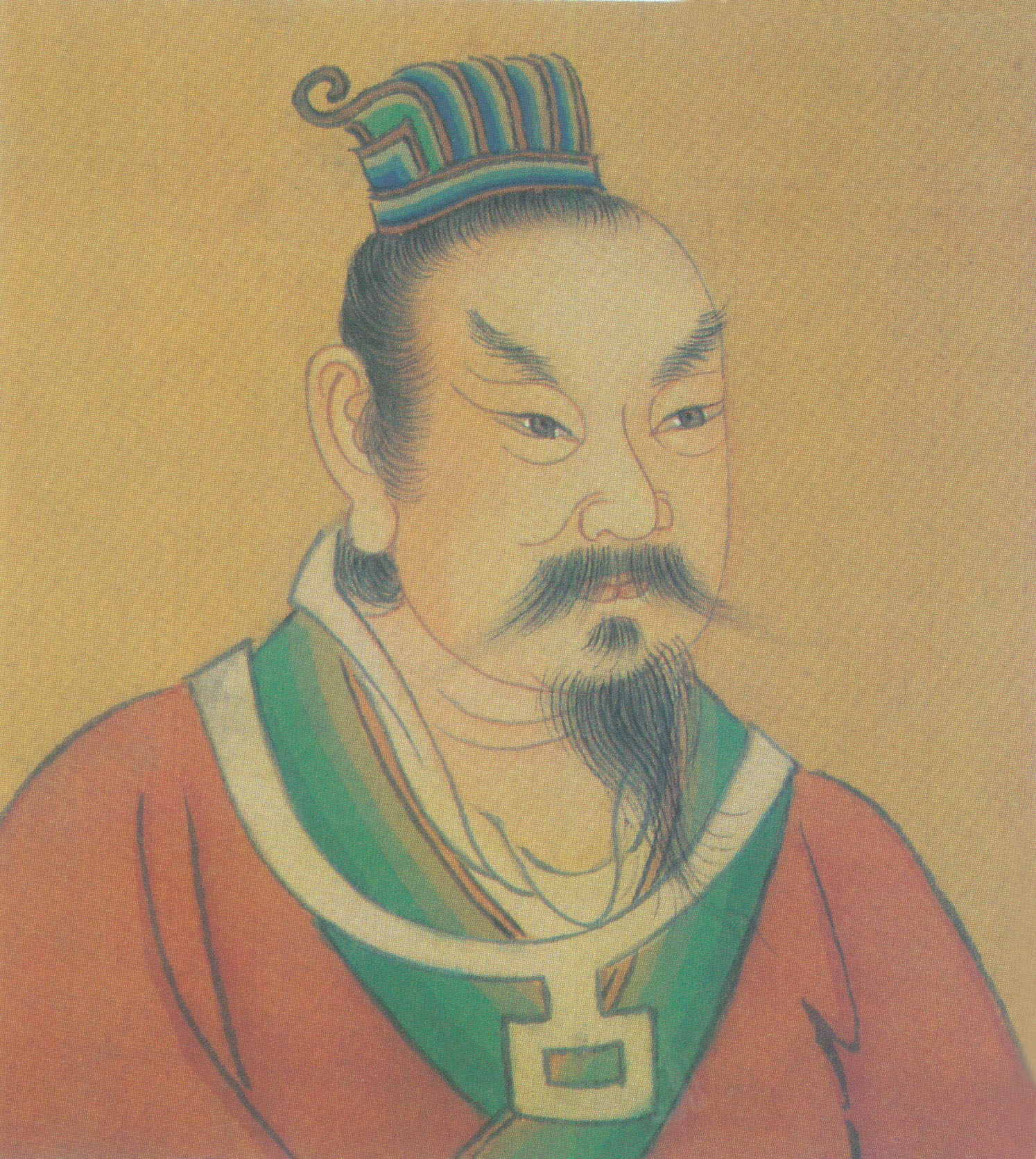
朱全忠

裘甫の乱・龐勛の乱に続いて起きたのが、これら反乱の最大にして最後の大爆発である黄巣の乱である。870年くらいから唐には旱魃・蝗害などの天災が頻発していたが、唐の地方・中央政府はこれらの災害への対策を打つことが出来なかった。この時の蝗害は長安周辺にまで及んだが、京兆尹が時の皇帝僖宗に出した被害報告が「イナゴは穀物を食べず、みなイバラを抱いて死せり」というでたらめなものであった。
このような状態に対して874年（あるいは875年）に濮州の塩賊の王仙芝が滑州で挙兵、これに同じく曹州の塩賊の黄巣が呼応したことで「黄巣の乱」が始まった。（詳細は「黄巣の乱」を参照）
この反乱集団には没落農民・失業兵士・塩賊・茶賊・大道芸人など多岐にわたる人間が加わった。これらの軍団は特定の根拠地は持たず、山東・河南・安徽を略奪しては移動という行動を繰り返した。唐政府はこれに対して王仙芝に禁軍の下級将校のポストを用意して懐柔しようとしたが、黄巣には何ら音沙汰がなかったため黄巣は強く反発した。これを機に黄巣と王仙芝は別行動を取ることになった。
878年、王仙芝は唐軍の前に敗死した。黄巣軍は江南・広州に入って唐に対して節度使の職を要求するが、唐はこれを却下した。怒った黄巣は広州に対して徹底的に略奪と破壊を行った。
しかし南方の気候に不慣れな黄巣軍には病人が続出した。このため、黄巣は北へ戻ることにした。
880年、黄巣軍は洛陽南の汝州に入り、ここで黄巣は自ら天補平均大将軍を名乗る。同年の秋に洛陽を陥落させる。さらに黄巣軍は長安に向かって進軍し、同年冬に長安を占領した。黄巣は長安で皇帝に即位し、国号を「大斉」とし、金統と改元した。しかし長安に入場した黄巣軍には深刻な食糧問題が生じた。元々長安の食料事情は非常に悪く、江南からの輸送があって初めて成り立っていた。長安を根拠として手に入れた黄巣軍だったが、他の藩鎮勢力により包囲され、食料の供給が困難となった。長安周辺では過酷な収奪が行われ、穀物価格は普段の1000倍となり、食人が横行した。
882年、黄巣軍の同州防御使であった朱温（後の朱全忠）は黄巣軍に見切りを付け、唐の官軍に投降した。さらに突厥沙陀族出身の李克用が大軍を率いて黄巣討伐に参加した。
883年、黄巣軍は李克用軍を中核とする唐軍に大敗した。その後、黄巣は河南へと逃げるが李克用の追撃を受けて884年に自殺した。こうして、「黄巣の乱」は終結した。
黄巣の乱は終結したが、最早この時点で唐政府には全国を統治する能力は失われており、朱全忠・李克用ら藩鎮軍閥勢力は唐より自立。唐は一地方政権へと成りさがってしまった。この割拠状態で唐の宮廷では宦官・官僚らが権力争いを続けていた。しかしそれまでの権力争いと違って、それぞれの後ろには各軍閥勢力がいた。軍閥は皇帝を手中にすることでその権威を借りて号令する目論見があった。この勢力争いに勝利したのが朱全忠であった。朱全忠はライバル李克用を抑え込むことに成功し、鳳翔節度使李茂貞を滅ぼして皇帝昭宗を自らの根拠地である汴州に近い洛陽へと連れ出した。
そして907年。朱全忠は唐の最後の皇帝哀帝から禅譲を受けて皇帝に即位。国号を「梁」（後世からは後梁と呼ばれる）とした。ここに300年近くに渡った唐王朝の歴史は終わりを告げた。しかしこの時点で後梁の支配地域は河南や山東などごく一部の領域に過ぎず、これから宋が再び統一するまでの約70年間、五代十国時代と呼ばれる分裂時代となる。

## 政治

### 律令体制とその崩壊
律令は、西晋で作られた泰始律令以来、何度か改変が重ねられ、隋の文帝の時に開皇律令が編纂されていた。唐もそれを受け継いで、何度か修正を加えつつ運用していた。律は刑法、令は行政法であり、これを補足するものとして格式がある。律令に該当しない事例を処理する為の詔勅のうち、法として新たに加わるものが格で、式は律令を運用する上での細則である。
後述する官制・府兵制・均田制なども全て律令の規定するところである。
唐の律令は何度か改変され、玄宗の開元二十五年（737年）に完成を見る。この律令は開元二十五年律令と呼ばれ、後世に唐代律令の典範とされた。しかしこの時点で既に現実社会と律令体制の間に乖離が生じおり、この間を埋めるのが皇帝の意思たる詔勅およびそこから法となった格が重要視されるようになる。唐代においてはあくまで皇帝の意思が律令に優先するが、あくまで律令が根本であり、皇帝であっても恣意的に律令を覆すことは批判の対象であった。これが隋唐の律令支配の特徴とされる。
安史の乱を契機として唐の律令体制は急速にその力を失い、現実社会に対応するために律令に無い両税法・使職などの制度が設けられることになる。

### 官制

#### 官品制度
唐の官僚は正一品から従九品下までの、一品から四品は正・従に分けられ、五品から九品までは正・従・上・下に分けられた計30階位に分けられており、ここまでを「流内官」と呼び、この下を「流外官」という。
これら官僚に付与される肩書には散官・職事官・勲官・爵の四種類がある。この内、職事官が実際の職務を表すものであり、散官は実務を伴わずその人物がどの品階にいるかということを示すものである。散官の官品と職事官の官品とは一致するのが原則であったが、散官よりも官品の高い職事官に就く場合は職事官の職名の頭に「守」の字、逆の場合は「行」の字を付けて区別されていた。
勲官は軍功によって付与される恩典で、爵は皇族や高い功績を挙げた功臣に与えられるものである。
これら官人に与えられる特権として、九品以上の流内官は本人の課役が免除され、五品以上は同居親族の課役が免除の上、官人永業田の給付、散官に応じて、「蔭」や「任子」という子孫が官人になる資格を与えられた。また罪を犯した場合であっても最も重い死刑でなければ銅を納めることで免れることができた。
官人になるためには、前述の「蔭」で任用されるか、あるいは科挙に合格することが必要となる。しかし当時はまだ科挙出身者は蔭出身者に対して大きな不利を背負わされていた。

#### 中央官制
律令制下の官制は三省を頂点とする。中書省が詔勅（皇帝の命令）の起草、門下省がその審議を行ない、尚書省が配下の六部（礼部・吏部・戸部・兵部・刑部・工部）を通して詔勅を実行する。門下省の長官は侍中（2名）、中書省の長官は中書令（2名）、尚書省の長官は尚書令であるが、尚書令は皇子時代の太宗が務めていた時期があったため、唐を通じて欠員とされ、副長官の僕射（ぼくや、左右1名ずつ）が実質上の長官であった。
これら六名の長官が宰相職とされ、重要政策は宰相の合議によって決定された。後に皇帝の命によって新たに参与朝政・同中書門下三品などの肩書で参加する例が増え、逆に僕射が宰相会議のメンバーから外れた。この宰相会議は最初門下省内の聖事堂で行われていたが、後に中書省に移り、中書門下と改称した。
尚書六部の下には漢代以来の実務機関である九寺、五監があり、庶務を担当した。
また三省とは別に宮中の文書を扱う秘書省・皇帝の衣食などを取り扱う殿中省・後宮の管理を行う内侍省があり、合わせて六省と呼ばれる。他に監察機関として御史台があり、官僚たちの監察を行なった。
8世紀中葉以降、旧来の官制に綻びが見られる状態に対応するために律令で規定されない新たな官職が設けられるようになった。これらの新たな官を使職という。主なものに州の監察を行う観察使、専売制を司る塩鉄使、税および出納を司る度支使・物資の運送を司る転運使などがある。
度支使は元来財政を担当した戸部尚書を上回る権限を持ち、塩鉄使はその財政上の重要さから宰相に準ずる職となる。
またそれまで中書省の中書舎人が行なっていた詔勅の起草の内、朝廷ではなく皇室の発するものは玄宗が設置した翰林学士が行う事となった。これら翰林学士はいわば皇帝の秘書官であり。宰相に継ぐ大きな権限を持つことになる。

#### 地方制度
唐では隋から引き継いで州県制を採った。州の下に数県が所属し、州は全国で約350、県は全国でおよそ1550あった。特別な州として府があり、唐初には首都長安・副都洛陽が所属する京兆府と河南府、唐の故地である太原府があったが、安史の乱以降は徐々に増やされて唐末には10あった。また重要拠点に置かれる州を都督府と呼び、長官は都督。規模によって大中小の三等に分けられる。通常の州の長官は刺史であり、戸数によってこちらも上中下の三等に分けられる。州の下に県があり、こちらも戸数によって上・中・中下・下の四等に分けられる。また府に属する県のうち城内にある県は京、城外にある県は畿と呼ばれた。
県の下の行政単位が、郷と里（郷里制）である。100戸をまとめて里として里正を起き、5里をまとめて郷とする（郷正は一時期を除いて置かれなかった）。里正は里の者から選ばれ、戸籍の作成・勧農・里内の不正の監視・労役の割付などにあたった。また都市には坊ごとに坊正が置かれ、聚落には100戸ごとに村正が置かれた（100戸以下の場合は一人、以上なら複数となる）。
更に州の上に道があり、太宗の時に全国を10の道に分けた。元々、道はその下にある州県の行政を観察するために設けられた単位であり、観風俗使・宣労使などの名前を持った臨時の役職が派遣されていた。武后期に各道ごとに按察使などの役職が監察に当たり、玄宗期の711年には按察使の職を州の長官たる刺史等が兼任するようになる。更に玄宗の734年に15道に再編成した。それに伴って各道の刺史の中から一人を選んで採訪処置使としてそれぞれの道の治所に駐在させた。ここに至って道は州の上の行政単位となった
1. 京畿道、治所長安
2. 関内道、治所長安
3. 都畿道，治所洛陽
4. 河南道，治所汴州（現開封市）
5. 河東道，治所蒲州（現永済市）
6. 河北道，治所魏州（現河北省大名県東北）
7. 山南西道，治所梁州（現漢中市）
8. 山南東道，治所襄州（現襄陽市襄州区）
9. 淮南道，治所揚州（現揚州市）
10. 江南東道，治所蘇州（現蘇州市）
11. 江南西道，治所洪州（現江西省南昌市）

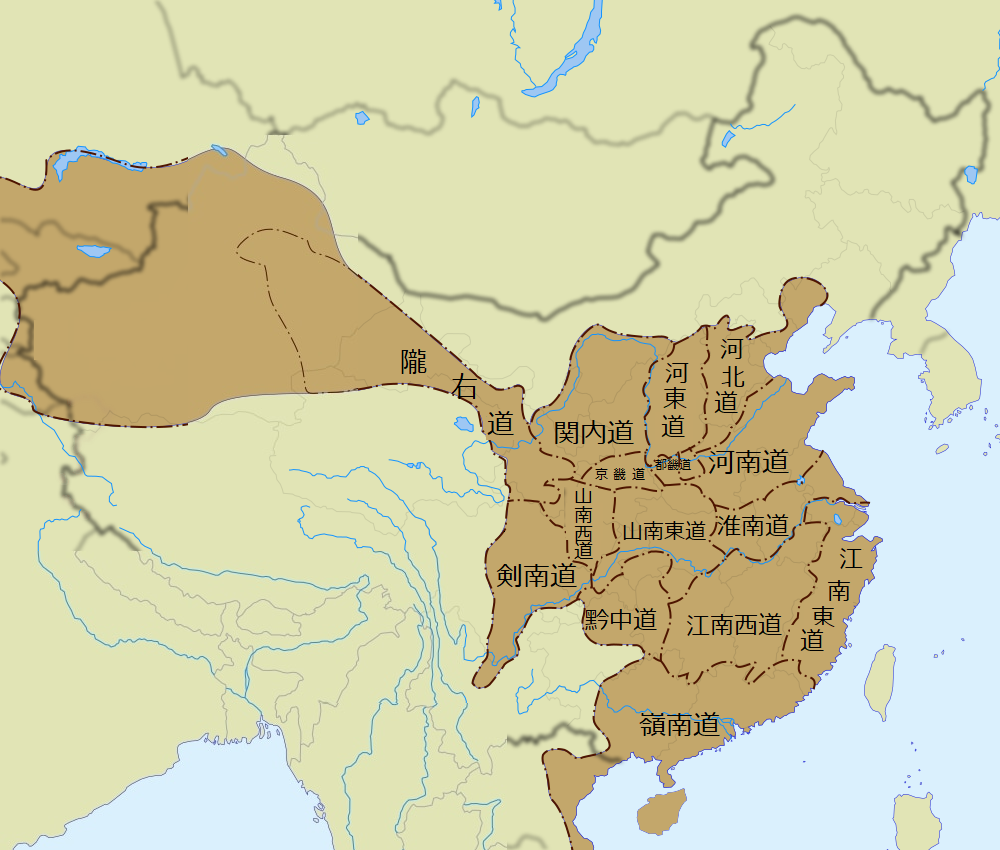
15道図

12. 黔中道，治所黔州（現重慶市彭水ミャオ族トゥチャ族自治県）
13. 隴右道，治所鄯州（現海東市楽都県）
14. 剣南道、治益州（現成都市）
15. 嶺南道、治広州（現広州市）

採訪処置使が後の安史の乱後に観察処置使（略して観察使）と名を変えて、節度使や防御使などの軍事職と観察使を兼任することで藩鎮となる。これにより唐の地方体制はそれまでの中央→州→県という3段階から中央→藩鎮→州→県という4段階へと変化したと言える。ただし観察使の職掌範囲（＝藩鎮の勢力範囲）は数州くらいと15道よりも狭く、藩道と呼んで区別する。村落の方でも里正・村正などの政府によって置かれた役人の力は衰え、代わって村の有力地主層が村長・村耆などの名前で村の行政を司るようになった。

### 税制

#### 均田・租調役
均田制は全国の丁男（21歳から59歳までの男性）及び中男（18歳以上の男性）一人につき、永業田が20畝・口分田が80畝まで支給される。永業田は世襲が認められる田地で、クワ・ナツメ・ニレを植えることが義務付けられる。口分田は穀物を育てる田地で60歳になるあるいは死亡した場合は返還しなければならない。なお人口に対して田地が少なく十分な給付が出来ない土地（これを狭郷と呼び、対して普通の所を寛郷と呼ぶ）では規定の半額が支給される。また官職にある者は職分田が与えられる（これは辞職した時に返却する）。その他にも丁男がいない戸、商工業者、僧侶・道士などの特別な戸に対してもそれぞれ支給量が決められている。
これに対して、農民は租庸調と呼ばれる税を納める義務を負う。租は粟（穀物）2石、調は絹2丈と綿3両（または布2.5丈と麻3斤）を収める。年間20日の労役の義務があり、これを免除して貰うために納める税を庸と呼び、労役1日に対し絹3尺あるいは布3.75尺を収める。これに加えて雑徭という臨時的に徴される力役がある（雑徭に関しては諸説あり、ここでは詳細は省く）。府兵制は軍府という軍組織に所属する民に対して租調役を免除する代わりに兵役を課す（#兵制で後述）。
以上が理念的な均田制であるが、給付・返還の実態については諸説ある所であり、戦前は均田制は土地所有の制限を定めたものであり、土地の返還は行われていなかったとする見解もあった。しかし新史料の発見により、少なくとも部分的には給付・返還が行われていたと考えられている。
男丁を基準に給付と課税が行われるのであるからその運用には戸内の男丁の数を把握する戸籍が必要である。唐では戸籍が三年に一回作られ、戸の資産ごとに上上・上中・上下・中上…、下中・下下と分ける九等（戸等制）に分けられた。ただし戸等によって租庸調の額は変化せず、役や受田の順番などによって負担の均一が図られた。
しかし武則天期から天災や異民族の侵入、あるいは大土地所有者の増加などにより本籍地から逃亡する民（逃戸）が増え始めた。逃戸が逃亡先で定住したものを客戸と呼ぶ。逃戸が増えるとその分の税収が減ることになる。玄宗期には更にこの傾向は進み、何らかの対策が必要とされた。その一つが宇文融の発案で行なった括戸政策である。客戸を逃亡先の土地で戸籍に登録するこの政策により八十余万戸が新たに登録されたという。
しかし大土地所有の進行・村落での階層分化などの社会変化傾向は変わらず、更に安史の乱終結後に各地に配された藩鎮勢力は租庸調とは別の税を勝手に取り立てて自分たちの収入としていた。もはやここに至って均田制・租調役制は完全に行き詰まったといえる。

#### 両税法
780年、宰相楊炎により租庸調に変わる新たな税制両税法が上申された。両税法の主な特徴は以下の通り。
1. 両税への一本化。
  - 以前から租庸調とは別に戸に課税する戸税・土地に課税する地税・同じく土地に課税する青苗銭などの税金があったがこれを全廃する。既述のような藩鎮の勝手な徴収を防ぐ意味もあった。
2. 6月に麦を納める夏税、11月に粟・稲を納める秋税の二回徴収とする。これが両税の名の由来である。
  - 当時華北では麦の栽培と粉食が一般的になり、麦と粟の二年三毛作が行われていた[227][228]。
3. 戸を対象に課税し、資産の多寡によって税額が変わる。
  - それまでの丁男を等質と見なす考えを捨て、戸ごとに財産を計って課税額を決める。
4. 量入制出から量出制入への移行。
  - まず必要な予算を先に決め、両税以外の歳入を全て計算。予算に足りない分を両税の税額とした。
5. 資産計算・納税共に銭が原則。
  - 当時農村でも銅銭が普及しつつあり、それに対応するもの。ただし現物による折納も認める。
6. 主戸・客戸の区別の撤廃。
  - 主戸・客戸の区別なく土地を所有するならば全てに課税する。逆に佃戸[注釈 7]などには課税されない。

両税法の施行は均田制下での土地所有制限を自ら否定したに等しく、これ以降の唐では大土地所有が更に加速することになる。ただし形式的には唐滅亡まで均田制・租庸調制は続いた。

#### 専売制
両税法より前の758年に塩の専売制を実施した。専売の統括をする役職が塩鉄使である。基本的に中国では塩の産地が少なく、産地を集中的に監視下に置きやすいという環境があった。産地の種類によって海塩・池塩・井塩・土塩に分けられる。それぞれ海水の塩・塩湖の塩・塩分が多い地下水の塩・塩分が多い土を精製した塩である。各地の塩産地には製塩業者が集められて登録を受け、できた塩は登録された塩商人に売り、外部へ塩が流出しないように監視された。
専売制によってかけられる税は莫大で、専売制実施前に1斗が銭10文であったのが実施後には110文になり、更に値上げされて唐を通じて250文から300文、もっとも高い時で370文にもなった。そのため貧しくて塩が買えず淡色という味気ない食事しか出来ない者もいたという。
このような高額の官塩に対して私塩と呼ばれる密売塩が出回ることになる。塩製造には厳しい監視が付けられており、私塩の出所は官塩からの横流しが大半を占めていた。私塩に対して唐は厳しい取り締まりを行なったが、私塩業者の方も対抗して武装し、内部での結束を高めるために宗教的な掟を定めるなどしていた。これが後の中国の秘密結社のルーツとなったとされる。このような私塩集団を塩賊と呼び、唐を実質的に滅ぼした黄巣らもまた塩賊出身であった。
また茶葉にもはじめの793年に価格の10分の1、821年に増額して5割、835年に更に増税される。と塩に比べればまだ安いものの高額な税がかけられ、塩と同じように茶賊と呼ばれる集団が活動した。

#### その他の税
商工業に対して、関所などの通行税や市に登録した商人に対する市租などを取っていた。両税法では店構えや家屋などを元に算出した資産額によって課税し、行商人に対しては運搬する商品の30分の1の額を取った（翌年に10分の1に増額。）。

### 軍事

#### 兵制
唐初の兵制は隋から引き継いだ府兵制である。府兵制では全国に折衝府という組織を置く。折衝府には地域の農民が登録され、租庸調を免除される代わりに兵役の義務を負う。
府兵の兵役の内容は主に、衛士と呼ばれる首都勤務と、防人と呼ばれる国境警備があった。衛士は府兵は5ヶ月に1回、京師に1ヶ月番上する。辺境には鎮・戍という防衛組織があり、府兵は生涯のうちに一度、3年間を防人として努めなければならなかった。また京師の番上や国境警備に出ていない場合に州県へと番上して警備や様々な色役を行った。またそれ以外の時に年三度の訓練を行った。なお衛士・防人共に武器・防具及び駐在中の食料などは全て府兵自身の負担であった。
折衝府は全国に約600が存在しており、そのうちの400程が長安・洛陽周辺に集中していた。所属する兵員によって上中下があり、元は上が1000・中が800・下が600であったが、後の武則天の時に増員されて上が1200・中が1000・下が800となっている。600×1000＝60万が唐の常備兵力ということになる。60万の内、10万が衛士・10万が防人に使われており、遠征等に動かせる兵力は40万以下であった。国外遠征などでより兵が必要な場合は臨時の徴兵が行われる。これは兵募と呼ばれるが強制的なもので、折衝府がある無しに関係なく行われた。ただし府兵が全て自弁であったのに対して、兵募の諸物資は官給であった。
しかし衛士・防人共にその負担は非常に重いものがあり、兵役拒否などにより府兵制は早期に立ち行かなくなった。首都防衛については北衙禁軍、辺境防衛についても737年に辺境の軍鎮に長期にわたって駐屯する長征健児制が出来る。これらの兵士には国から衣食住が支給され、家族と共に住む場合には田宅も支給された。また従来の鎮戍にも府兵ではなく兵募が務めるようになった。これを丁防・防丁と呼ぶ。
このような変化により、有名無実の存在となった折衝府は749年に廃止され、府兵制は消滅した。

#### 中央軍
唐政府の中央軍である禁軍として、「南衙」と呼ばれる国の正規軍と「北衙」と呼ばれる皇帝親軍の二元化した軍隊が存在した。 南衙禁軍は長安城内に駐屯し、ここに務める兵力は府兵が担いこれを衛士といった。長安には府兵が属する組織として十二衛府六率府があり、十二衛（左右衛・左右驍衛・左右威衛・左右両軍衛）は各4-50の折衝府を管理し、皇帝の儀仗や宿衛、皇族や各官庁の警護にあたった。六率府（左右衛率府・左右司禦率府・左右清道率府）には各3-6の折衝府を管理し、皇太子の宿衛儀仗にあたった。南衙禁軍は、府兵制度の衰退とともに兵力の確保が困難になり、京師周辺の下等戸から優先して徴兵する彍騎制を行って兵力を確保しようとしたが、こちらも早期に頓挫。京師警備の任務も北衙禁軍が担うこととなった。
北衙禁軍は、高祖のときの元従禁軍を元とし、太宗の638年（貞観十二年）に老齢化した彼らに代わって二等戸以上から選抜して飛騎と呼んで皇帝親衛軍とし、更に飛騎の中から選抜して百騎とした。飛騎の駐屯地は長安宮城北の玄武門の左右にあったので北衙と呼ばれる。この時点での北衙の兵力は南衙に比べれば微々たるものであったが、高宗の662年（龍朔二年）に左右羽林軍として独立した軍となる。更に百騎が689年に千騎・705年に万騎と改称されてその都度増員され、玄宗の738年（開元二重六年）に万騎が左右龍武軍として独立、北衙は四軍となった。
安史の乱の際に、本来の北衙禁軍である羽林軍は壊滅しており、これに代わって禁軍の中核となったのが神策軍である。憲宗のときにこの神策軍を大幅に拡充して15万を数えるようになり、この兵力を基に反側藩鎮の順地化に成功した（#藩鎮との攻防で先述）。しかしこの神策軍の拡充の費用に当てられたのが先述の羨余であり、民衆を大いに苦しめることとなった。

#### 地方軍・辺境軍
唐初では辺境防衛には、先述した「鎮」や「戍」という拠点が置かれ、ここに府兵が防人として配置され、都護府が統括した。鎮に配置された兵は500人以下、戍には50人以下であり、鎮戍は太宗時代は千ほど置かれ、総兵力は10万人程度であった。羈縻政策が破綻するにつれ、鎮戍制では対応が不可能となり、異民族の攻撃によって境界線は後退した。そのため、高宗時代頃から、鎮戍とは別に軍鎮という新たな軍組織が置かれるようになる。こちらも最初は都護府の管轄に置かれていたが、後に節度使がこの役割を担うようになる。710年に安西節度使が置かれたのを初めとして、721年までに10の節度使が置かれた。
また地方の治安維持として団錬兵・団結兵と呼ばれる新しい兵種が生まれる。元は武則天時代に設置された武騎団という組織が始まりで、契丹の反乱に対処するためのものだった。これが玄宗期に団練兵と呼ばれるようになる。団練兵の兵員はその地方の農民が徴兵されるもので、彼らは普段は農業に従事し、農閑期には訓練を施された。団錬兵の指揮官として団錬使という使職が設けられたが、後に州刺史がこれを兼任するようになる。また、都市には城謗という徴兵による治安維持の兵が置かれた。
安史の乱後は長安・洛陽周辺部を除いた地方はほぼ全てが節度使率いる藩鎮の支配下に入ることとなる。その組織構造については#藩鎮を参照。

### 政治勢力

#### 科挙官僚と貴族
初唐に権力を握ったのは皇室の李氏を含め関隴の地域を基盤とした貴族集団であり、この集団のことを関隴貴族集団と呼ぶ。関は関中（陝西省）、隴は現在の甘粛省東部のことである。関隴集団は武川鎮軍閥とも呼ばれ、北周以来の支配者集団が貴族化したものである。
関隴集団以外の貴族として漢以来の長い伝統を持つ山東貴族があり、影響力には乏しいが社会的な名望は関隴系よりも上だった。太宗は貴族を九等に格付けした『氏族志』の編纂を命じたが、はじめ山東貴族の崔氏が第一等、皇室の李氏が第三等とされていた。これに怒った太宗は作り直しを命じ、皇室の李氏を第一等・外戚の長孫氏や独孤氏などを第二等、崔氏を三等とした。
五品以上の官品を持つ者（ないし皇族・姻戚）にはその子弟が無条件で官品を得られる権利があった。これを資蔭といい、これによって官僚になった者を任子と呼ぶ。例えば最高の一品官の子であれば正七品上が与えられる。一方、隋から受け継いだ科挙も実施されていたものの、科挙では最高でも正八品上から任官することになり、資蔭によって与えられる地位よりも低い位置で任官するのが常であった。更に試験に合格したとしてもすぐに任官できるわけではなく、尚書吏部で行われる身・言・書・判という人物審査に合格して初めて任官することが出来た。この人物審査は貴族的な立ち居振る舞いを求める物であり、科挙の制度の中に貴族の既得権益を守る意図があった。
武則天は権力奪取の過程において長孫無忌などの関隴貴族および伝統的な門閥貴族と対立し、これに対抗するために科挙官僚を優遇して積極的に引き上げた。後の玄宗治世の前半に科挙官僚が中心になって開元の治を導いた。玄宗後半になると関隴系が息を吹きかえし、再び政治上の主導権を握るようになった。その代表と言えるのが活戸政策を主導した宇文融であり、その後に19年の長きにわたって宰相の地位にあった李林甫である。李林甫によって関隴系の優位は確固たるものとなる。
安史の乱の後になると科挙合格者に対する社会的声望が高まり、任子の資格を持つものであっても科挙を受けるものが出てくる。9世紀に入ることになると科挙官僚の勢力は貴族勢力と伍するほどになっていた。
そのような中で起きたのが牛李の党争である。任子出身の李徳裕と科挙出身の牛僧孺・李宗閔の両派閥が鋭く対立した（この党争の捉え方に対して種々の意見・議論がある。その内容については牛李の党争の項目を参照）。
その後の乱の続発・藩鎮勢力の復権などの情勢の変化の中で貴族の勢力は大きく衰退し、五代から宋に至る中で貴族勢力は完全に滅びたと考えられる。そして宋では科挙に合格して官僚資格を得た新興地主層が士大夫と呼ばれる新たな支配者集団を形成することとなる。

#### 藩鎮
府兵制が逃戸の増大・兵役拒否などによって立ち行かなくなったことにより、それまでの徴兵制から募兵制に変更せざるを得なくなった。またそれ以前から周辺民族の活動が活発化し、辺境防衛の強化が求められていた。
この頃の地方防衛では軍・城・守捉・鎮と呼ばれる軍事組織を各地に配置していた。これらをまとめて軍鎮と呼ぶ。軍鎮の長官を軍使といい、軍鎮1つあたり平均して1万、総兵力60万と号していた。これら軍鎮の統括は当初は都護府が行っていたが、後にこれをまとめるために置かれたのが藩鎮であり、その長が節度使である。
710年に安西節度使が置かれたのを初めとして、721年までに10の節度使が置かれた。この10の節度使の総兵力は49万・軍馬数は7-8万となりとなり、唐の中央軍の兵力を大きく上回っていた。この10の節度使のうち、安西（亀茲）・北庭（庭州）・平盧（営州）の3つが万里の長城の外にある長城外節度使であり、他7つが長城内節度使である。長城外節度使には軍人や蕃将（異民族の将軍）が任命され、長城内節度使にはもっぱら高級文官が就いた。長城内節度使は宰相へのエリートコースとされ、玄宗即位から李林甫登場までの25人の宰相の内、節度使から宰相になった者が14人いる。李林甫がこのコースを潰すために長城内節度使にも軍人・蕃将を任命するようにし、それが安禄山の出世・さらに結果として安史の乱に繋がることになる。
安史の乱を平定するに当たり、それまで設置していなかった内地にも藩鎮を設置するようになる。また安史軍の幹部であった李宝臣・李懐仙・田承嗣の三人をそれぞれ成徳軍・盧龍軍・天雄軍の節度使に封じることで懐柔し、乱を収めた。こうして9世紀半ばには全国に4-50の藩鎮が置かれ、長安・洛陽の二都が所属する京兆府・河南府を除くすべての地域がいずれかの藩鎮の支配地域となった。
藩鎮はそれまでは軍権だけを持つものであったが、乱後は観察使を兼任することで行政権も握るようになる。江南地域では節度使は置かれず、観察使が防御使などの軍事職を兼任することでこちらも行政・軍事権を握った。これにより唐の地方体制はそれまでの中央→州→県という3段階から中央→藩鎮→州→県という4段階へと変化したと言える。
藩鎮の内、唐政府に対して反抗的な藩鎮を反側（藩鎮、の地）、対して比較的従順な藩鎮を順地と呼んだ。先に挙げた成徳・盧龍・天雄の3者が反側の典型で、これを河北三鎮と呼ぶ。反側藩鎮では政府に収めるべき上供も送られないことが多く、領内での徴税・官吏や兵士の任命などを勝手に行い、半独立した状態となった。
藩鎮の領内の内、節度使の府（幕府）である使府が置かれている州を使府州（または会府）といい、節度使自身がこの州の長官たる刺史を兼ねる。そしてここに常駐している軍を牙軍・牙中軍といい、藩鎮兵力の中核をなす。また領内の要所に軍鎮が配置されて守備にあたる。これを外鎮軍・牙外軍という。藩鎮は平均して5-6州をその領内に持つが、使府州以外の州は巡属州（または支郡）などと呼ばれ、それぞれの州刺史が防御使などの軍事職を兼任して州ごとに軍を持って治安維持に当たる。これらの兵士は全て傭兵であり、官費で養われる。またこれらとは別に家兵などと呼ばれる節度使の私軍を抱えることが多い。これら家兵は節度使と仮父子関係を結ぶことで個人的紐帯を強くした。
藩鎮の中核を為す支配機関が使院と呼ばれる機関で、ここに所属する官を幕職官という。この幕職官は辟召により、藩鎮が独自に任命し、中央はそれを後で追認するだけであった。この幕職官の主な供給源となったのが科挙落第者である。科挙に合格することは非常に困難であり、毎年数百人の落第者が生まれていた。落第者とはいえ知識人であり、有用な人材である彼らを辟召によって藩鎮が吸収していった。
このような構造を持つ藩鎮だが、その長たる藩帥（節度使・観察使）の地位は必ずしも安定したものではなかった。牙軍の兵士は自らの待遇問題に敏感で、これが十分ではない場合は不満を抱いて兵乱を起こすこともあった。最悪の場合は藩帥を追放・殺害してすげ替えるといった事態に発展する。前述の家兵も、反抗的な牙軍に対して自衛のために個人的忠誠心の強い部隊が必要とされたものである。
820年に即位した憲宗は各反側藩鎮を武力で討伐してこれらを順地とすることに成功した。これと並行して順属州の兵権と税収を節度使から取り上げ、さらに節度使を中央から派遣される高級文官が就くこととし、任期も数年で交代するようにした。これにより藩鎮の勢力は大幅に減少し、唐はある程度中央集権を回復することに成功した。ただし河北三鎮は一旦順地化した後に再び反側となった。
黄巣の乱が起きると乱の中で成り上がってきた朱全忠・李克用らが節度使の職を帯びて、藩鎮勢力が再び形成される。しかしこの唐末の藩鎮とかつての反側藩鎮とは決定的に違う部分がある。反側藩鎮は財政基盤が弱く、大量の兵士を養うためには中央からの官費が不可欠であって、唐に対して反抗的ではあっても唐と分離して存続できない存在であった。これに対して黄巣の乱後の唐は一地方政権に堕しており、藩鎮は完全に自立した存在となった。
藩鎮間の抗争と統合が行われ、唐も907年に滅ぼされる。この後の五代政権の創業者はほとんどが節度使から皇帝となっており、五代政権自体が唐の藩鎮の性格を色濃く受け継いだものと言える。

#### 宦官
唐は歴代王朝の中でも後漢・明と並んで宦官悪の顕著な時代とされている。
六省の一つ内侍省が後宮の管理を行う部署である。長官は内侍監（正三品）。
唐において最初に権勢を揮った宦官は玄宗時代の高力士である。高力士は皇太子時代から玄宗に仕え、太平公主討伐などに功績を挙げて、玄宗の信頼を勝ち取るに至った。玄宗が皇太子を立てる際に高力士は忠王李璵（後の粛宗）を推薦し、玄宗はこの意見に従っている。このように玄宗からの信頼は非常に厚いものがあったが、玄宗退位後に粛宗を補佐して権勢を握ったこれも宦官の李輔国から誣告を受けて失脚している。
高力士までは宦官はあくまで皇帝の影の存在だったが、先に挙げた李輔国のころから宦官が表舞台に現れてくるようになる。さらに代宗のときの程元振などを経て、神策軍を擁した魚朝恩の台頭以後、宦官の存在は唐の中で大きな位置を占めるようになる。安史の乱により唐の南北禁軍（中央軍を参照）は壊滅しており、これに代わって神策軍を代表とする北衙禁軍が再構成される。神策軍の司令官には代々宦官が任じられることになり、宦官勢力が大きな兵力を握ることとなった。この北衙禁軍により唐は藩鎮勢力の討伐に成功し、このことで宦官の勢力は増大する。さらに藩鎮に対して宦官が監軍として監察に当たるようになり、また新たに設置された枢密使が宦官の任命されて皇帝と宰相との連絡役とされるなど、もはや宦官は宮中の中だけの存在ではなくなった。
ここに至って宦官は皇帝の廃立すら決めるようになった。12代穆宗から19代昭宗までの8人の皇帝のうち宦官に擁立されなかったのは13代敬宗だけであり、その敬宗も在位2年で宦官に殺されている。皇帝を擁立した宦官は定策国老と呼ばれ、擁立された皇帝は門生天子（皇帝を科挙の受験者に見立てている）とまで呼ばれた。この状態に対して14代文宗は宦官を誅滅しようとし、宰相李訓・鳳翔節度使の鄭注と共に宦官殺害の策を練る。835年に「甘露が降るという瑞兆があった」という偽りを報告し、これを口実として宦官を集めて一気に殺害する計画を立てた。しかし直前に情報が宦官側に漏れて計画は失敗、李訓らは殺される。これを甘露の変と呼ぶ。
強大な権力を持つ宦官に対して、官僚側も接近し、牛李の党争の際には双方の党が宦官の力を借りて政敵を追い落としている。
このように権勢を振るった宦官であったが、その権勢の源はあくまで皇帝にあり、皇帝と離れては権勢を保ち得ない存在であった。黄巣の乱の後、唐が大幅にその力を減じ、一地方政権となった後でも官僚・宦官等による宮廷内での権力争いは続けられていたが、それも藩鎮軍閥勢力による代理戦争に過ぎず、現実になんら影響を及ぼすものではなかった。
903年、朱全忠は宮中にて数百人の宦官を皆殺しにした。中央における有利を確立した朱全忠にとってはもはや宦官に利用価値は残っていなかった。そして4年後の907年に唐自体が滅亡することとなる。

## 社会・経済
※唐代の単位については以下の通り。1頃=100畝≒5.22アール。10斗=1石=59.4リットル。10尺=1丈=3.11m。1両=42.5 - 40g。

### 農村・農業
#均田制および#地方制度で先述したように、唐代の農民は丁男（21歳から59歳までの男性）と中男（18歳以上の男性）一人に永業田が20畝・口分田が80畝まで支給される。永業田は世襲が認められ、口分田は60歳になるあるいは死亡した場合は返還しなければならない。これに対して租は粟（穀物）2石、調は絹2丈と綿3両（または布2.5丈と麻3斤）を納め、年間20日の労役の義務を負う。永業田はクワ・ニレ・ナツメなどの果樹を植えるための土地であり、口分田で穀物を育てる。唐初の主力穀物はアワであり、租として納めるのがアワなのもそれ故である。これら農村に対する行政単位が郷と里（郷里制）である。100戸をまとめて里として里正を起き、5里をまとめて郷とする（郷正は一時期を除いて置かれなかった）。里正は里の者から選ばれ、戸籍の作成・勧農・里内の不正の監視・労役の割付などにあたった。また村の中の100戸ごとに村正が置かれた（100戸以下の場合は一人、以上なら複数となる）。
これが唐初を過ぎると粉食の習慣が一般的になり、より粉食に向いたムギが盛んに栽培されるようになる。各地の荘園では碾磑（水力を利用した石臼）が設けられ、荘園での製粉に加えて民間にも貸し出されて、その借賃が荘園の大きな収入となった。これら碾磑に使われる水は灌漑用水から引かれたので水利を阻害し、一般農民からの訴えにより政府は碾磑を撤去するようにしたが、撤去後にすぐに再建されたために効果はなかった。更に華北ではムギ栽培の普及とともに早熟のアワとムギを組み合わせた二年三毛作が成立する。
両税法がムギとアワ（ないし稲）を徴税対象としているのもこのような状況に対応したものであり、また均田制の崩壊と両税法の施行により大土地所有が公認されたことで荘園が増大した。唐代の荘園は100頃ぐらいを上限、4、5頃を下限とした。荘園の形態としては一箇所に集中して存在するものと、他家の土地に混在して存在するものがあり、唐後期になるに従って後者の例が増える。これら荘園を耕す労働力は傭客（良民が契約して耕作に預かる者）・憧僕（荘園主所有の私賤民）と呼ばれる人々が担う。また小作に出されることも多く、荘戸・荘客（後の佃戸）と呼ばれる小作人がこれを耕作した。
村落内の秩序構造も変化した。前述したように里正・村正は実質的な権限を失い、代わって村落の有力者が村長などと呼ばれて実質的な指導者となり、村落の自治組織の上に州県がのる形となった。また村とは別に社という自治組織があった。社は元々土地神を信仰する地域集団を指す言葉であるが、唐代においては仏教を中心とした社の他に民衆の間での特に宗教目的ではない社（社邑）も存在した。社内部でのとりきめを社条といい、慶弔事や災害に対しての相互援助などが定められた。特に葬式に際しての援助・香典が盛んに行われ、これらの事項を連絡するために『社司転帖』という回覧板が回された。

### 商業・都市
唐代の都市は外側を全て城壁で囲み、内部も坊墻と呼ばれる壁によって坊という区画に分けられた。坊は首都長安で108（後述する東市と西市を含めて110）あり、坊の大きさは南北500から600m弱。東西で565mから1100m強。各坊には坊門があり、朝4時に開けられ夕方日没とともにに閉じられ、時間外の坊外への外出は禁じられた。また「市」と呼ばれる箇所があり、唐前半期では基本的にこの市の中でしか商業活動は認められていなかった。「市」も坊と同じく墻壁と市門によって区画され、時間外の商業は禁止だった。「市」はその他の坊と違って井の字の形をしており（これが市井という言葉の語源となったとも言われる）、井の字の中心に「市」を統括する市署が、その隣に平準署という役所があった。商人は行商を行う客商と店（肆舗）を構える「座賈（ざこ）」に分けられ、市署にて市籍に登録されて管理された。長安には東市・西市、洛陽には南市北市と西市があり、それ以外でも州や県の機関がある場所に市署が設けられた。市内部には商人の各店舗（肆舗）の他に客商のための倉庫として邸店があった（邸店は
飲食・宿泊施設も兼ねた）。市の中の店は扱う商品によって一箇所にまとめられた。これを行と呼び、絹行（呉服）、薬行、肉行、金銀行・銀行（金銀細工）、覊轡行（しゅうひこう、馬具）、衣行（仕立て屋）、秤行などの多種多様の行があった。
商業活動の活発化とともにこれらも大きく変化を見せる。決められた「市」以外の場所にも店が進出するようになり、禁じられていた夜間営業も行われるようになる。坊の方でも坊墻が壊されて街路に出入りし、坊門の開閉も厳密に守られないようになっていた。地方の農村においても交通の要衝などには「草市」と呼ばれる商業地域が誕生するようになる。このような状態で市署の存在は有名無実のものとなり、縮小廃止への道を進むこととなる。また行もそれまでの同業種の店舗が連なる形式から同業組合いわゆるギルドへと変化した。

### 貨幣

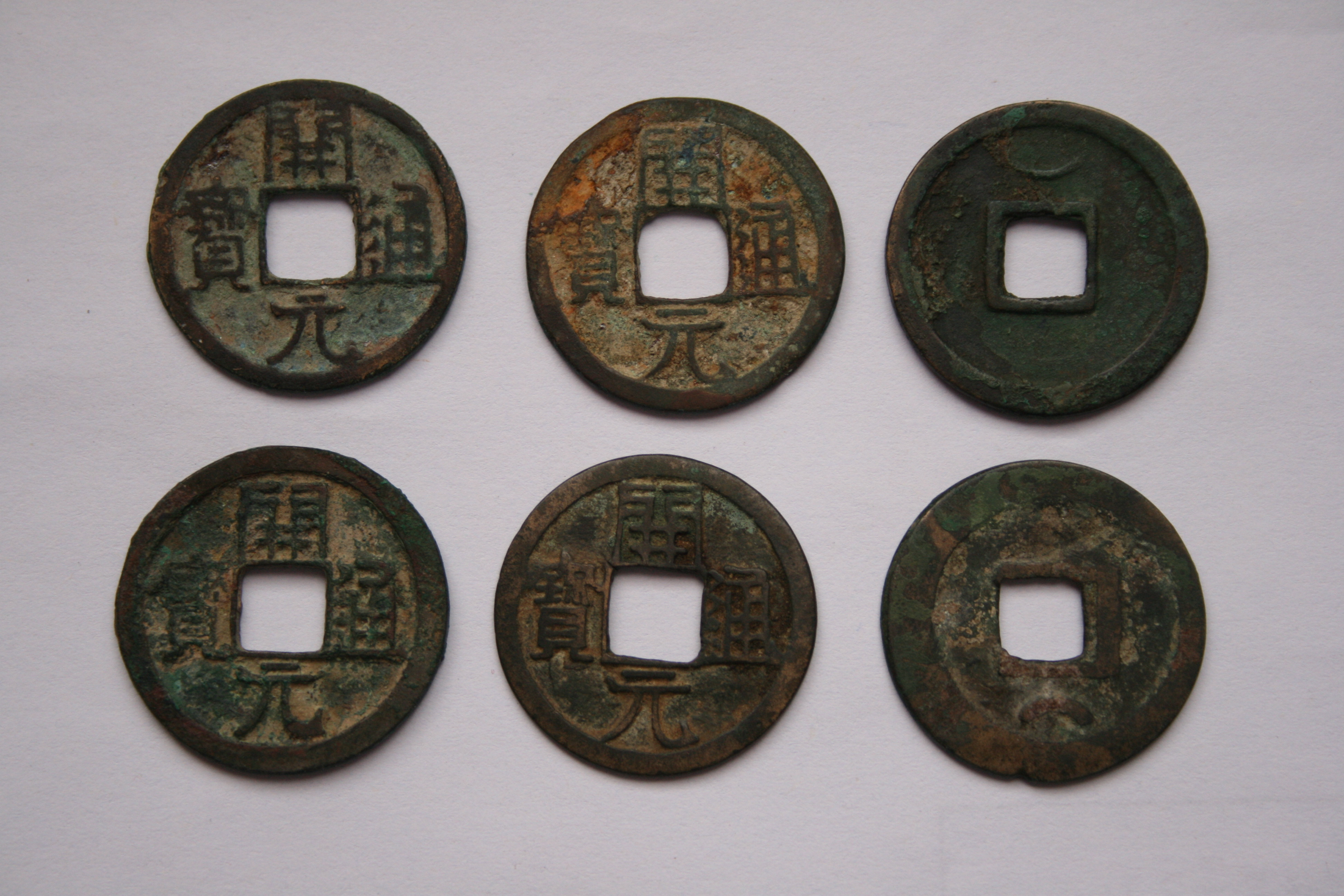
開元通宝

漢代以来700年以上の長きに渡って五銖銭が使われていたが、唐建国4年後の621年に新たな銅銭である開元通宝を発行した。この開元通宝は五代までの340年間に通行した。なおこの銅銭のことは開通元宝と読むという説もあり、どちらが正しいかは現在でも確定していない。1文の重さは2銖4参≒4g。10文=1両、1000文=1貫となる。唐の間に開元通宝以外の高額面銅銭が何度か発行されたが、いずれも定着はしていない。
唐政府による正式な銅銭（官銭）に対して民間で勝手に鋳造する私鋳銭が横行した。政府は私鋳は死罪として厳しく取り締まったが、それにもかかわらず唐代の私鋳は歴代でも最も激しいとされる。723年には銅錫の売買と銅器の製造を禁止する銅禁令を出して私鋳業者が原料の銅を入手することを困難にした。私鋳銭の中でも官銭の2銖4参に近い重量を持つ良銭もあれば、銅を少なくした悪銭もある。政府は良銭であれば通行することを認め、悪銭を取り締まった。
安史の乱以降、#兵制が府兵制から募兵制へと移行したことで、軍事支出が大幅に増加したこと・両税法の導入により納税が銅銭を基本とすることとなったことなどから銅銭の需要が激増し、銅銭の不足をもたらした（これを銭荒と呼ぶ）。これにより銅の価格は高騰し、銅銭を鋳潰して銅として売る行為（私銷）が増えた。こうなると私鋳銭で良銭を作ることは難しくなり、悪銭が増えて横行することとなる。政府も私銷や積銭（銅銭を溜め込むこと）の禁止などで銅銭不足に対応しようとしたが、原料の銅不足はいかんともしがたかった。これが会昌の廃仏により、各地の仏像を鋳潰したことでそれを原料とした銅銭が大量に発行された。
ただし当時の貨幣としては銅銭以外に絹などの現物貨幣が使われていた。

### 交通・交易

#### 国内
漢代までは江南は後進地であり、中原の経済に大きな影響を与えるようなものではなかった。これが六朝時代を通じて開発が進み、飛躍的な発展を遂げた。さらに大運河の完成により、華北と江南の経済が結びついた。当初中国の物流は西（四川・陝西）と東（江南・河北・華南）に分断されており、2つが洛陽と長安間の道を通じてか細く繋がっているに過ぎなかった。そのため首都長安では100万と謳われた人口を支えることが出来ず、朝廷ごと洛陽に引っ越して食を確保する「東都就食」という行為が頻繁に行われた。裴耀卿は733年に大規模な漕運改革を行い、南から洛陽・長安へ食料供給するシステムを作り上げることに成功する。これら漕運を統括するために設置されたのが転運使である。以前は南から北へ運送できる穀物の量はせいぜい10～20万石であったのが、改革以降は毎年200万石の穀物を送ることができるようになった。
安史の乱後に#専売制が始まると、その運送においても大運河が大きな役割を果たす。それに伴い乱の影響で機能不全に陥っていた大運河の再整備が行われ、塩の販売利益がそれに当てられた。塩専売を司る塩鉄使と密接な関係を持つ転運使は両者が兼任されるようになり、宰相に次ぐ重要ポストとされた。この時の財政関連として塩鉄転運使の他に六分の一つ戸部と財政全般を司る度支があり、度支が陝西・山西・四川の唐西部を塩鉄転運使が河北・河南・山東・江南の唐東部を管轄するようになる。
安史の乱以後の北方民族との戦闘に必要な諸経費・物資を専売制の利益・江南からの富（と関中における屯田・和糴）で支える南北分業体制が整えられたのである。

#### 国外
当時の国外交易には朝貢と互市の2つの形式がある。朝貢は国外からの使節が貢物として持ってきたものに対して絹製品を中心とした回賜品が与えられる形態で、互市は辺境の特定の場所に限って交易が認められた。
西方および北方とは主に馬を輸入し、絹で贖う絹馬交易が行われた。安史の乱以後はウイグル帝国と取引が行われた。この北方・西方との交流に大きな役割を果たしたのがソグド人商人たちである。彼らが構築したネットワークは民間交易だけではなく、軍需物資の運搬などの公的業務も請け負った。
南の東南アジア諸国とは南海交易が行われた。拠点となったのが広州で、ここに市舶司が置かれて積み荷の検閲・課税・管理などが行われた。主な輸入品は香料・染料・タイマイなどである。安史の乱以降はシルクロードが吐蕃の占領により途絶してしまい、南海交易の重要度は増した。また多数のイスラム商人が来て商売を行い、広州は大いに繁栄する。しかし黄巣の乱の際に甚大な被害を受けて交易港としての機能を喪失し、回復までに数十年の時を要した。
東の日本・新羅・渤海とも朝貢貿易が行われ、人参や工芸品が献上された。

## 文化

### 文学
唐は歴代でも漢詩の黄金時代とされる。唐の文化を初唐・盛唐・中唐・晩唐に区分することが南宋の厳羽が提唱して以来、一般化している。散文は盛唐までは漢詩の影に隠れて目立たない存在であったが、中唐に韓愈らが古文復興運動が起こして注目を集めた。同じく中唐以降に小説や講唱などの通俗文学も発展を遂げた。

#### 初唐
初唐は建国直後から玄宗即位までの618年から712年までの期間である。この時期に六朝からの流れを受けて近体詩（五言・七言、絶句・律詩）の規則・形式が確立した。
建国直後の詩人として名が挙がるのが魏徴と王積である。魏徴は太宗の諫臣として名高く、詩人としては豪快な詩風で代表作「述懐」は『唐詩選』の巻頭を飾る。王積は官界で栄達せず隠退し、陶淵明風の素朴な隠士としての生活を詠んだ詩が特徴。太宗本人も詩や書など文化面においても高い評価を受ける人物であり、文学の士を幕下に多く置いた。その中のひとりが上官儀であり、上官体と呼ばれる詩風で朝廷を風靡した。
初唐の代表的詩人とされるのが王勃・楊炯・盧照鄰・駱賓王の四人で、初唐四傑と称される。いずれも高宗期に活躍した詩人で、四人とも官界に入るも不遇だったという共通点があり、その影響から彼らの詩には自照の傾向が強い。
その後の武則天は積極的に文化を称揚し、科挙の進士科に詩を必須のものとしたことで唐詩の隆盛を導いたと評される。武則天期の代表詩人として「沈宋」と称される沈佺期と宋之問がいる。沈は七言律詩、宋は五言律詩を得意とした。
これら南朝から受け継いだ技巧的な詩風に対して、陳子昂は漢魏の詩風に学んで質実剛健な詩を作り、盛唐の詩へ影響を与えた。

#### 盛唐
盛唐は玄宗が即位した712年から退位させられた玄宗が死去する762年までの期間である。この時代を代表するのは何と言っても李白・杜甫であり、孟浩然・王維がそれに次ぐ。
李白は西域出身で子供の頃に蜀に移住。若き日は江南を旅し、40代になってから一度仕官したものの朝廷の気風と合わず、官界を追放される。その後はまた旅をして最後は当塗にて病死した。伝説では舟遊びの最中に酔って水面に写った月を取ろうとして転落し、溺死したという。その詩の特徴は豪快で明るく、流動感に溢れ、詩仙と称される。
| 峨眉山月歌     | 峨眉山月歌                  |
| 原文           | 書き下し                    |
| -------------- | --------------------------- |
| 峨眉山月半輪秋 | 峨眉山月 半輪の秋           |
| 影入平羌江水流 | 影は平羌江水に入って流る    |
| 夜発清溪向三峡 | 夜 清溪を発っして三峡に向ふ |
| 思君不見下渝州 | 君を思へども見ず 渝州に下る |

杜甫は河南省鞏県（現鞏義市）の生まれで、その遠祖は西晋の将軍杜預である。24歳のときに科挙進士科を受験するが落第。以後も官位を得るために活動するもなかなか上手く行かず、44歳のときにようやく士官が叶うが直後に安史の乱が勃発。以後、粛宗の元で一時的に官職を得るも乱の激化により家族を連れて各地を転々として最後は船の上で没した。その詩は社会や自身を直視した現実的な姿勢が特徴である。
| 貧交行           | 貧交行                          |
| 原文             | 書き下し                        |
| ---------------- | ------------------------------- |
| 翻手作雲覆手雨   | 手を翻せば雲と作り 手を覆せば雨 |
| 紛紛軽薄何須数   | 紛紛たる軽薄 何ぞ数ふるを須いん |
| 君不見管鮑貧時交 | 君見ずや 管鮑貧時の交はりを     |
| 此道今人棄如土   | 此道 今人 棄てて土の如し        |

孟浩然は襄陽（現襄陽市）の人で科挙に落第して、各地を放浪・隠逸生活に入った。その生活を詠んだ「春暁」が特に有名。しかし孟浩然は官途が絶たれたことに失意を感じていたようであり、隠逸生活を楽しんでいた陶淵明に対して、孟浩然は失意・孤独・寂寥感を感じさせる詩が特徴的である。
| 春曉       | 春曉                 |
| 原文       | 書き下し             |
| ---------- | -------------------- |
| 春眠不覺曉 | 春眠 曉を覺ず        |
| 處處聞啼鳥 | 処々 啼鳥を聞く      |
| 夜來風雨聲 | 夜來 風雨の声        |
| 花落知多少 | 花落つること知る多少 |

王維は当時の名門貴族・太原王氏の出身で若き頃より才能を発揮して社交界の寵児となった。21歳のときに科挙に及第して官僚の地位を得ると地方に転出した後に中央へと戻って朝廷詩人として名声を得た。しかし安史の乱が勃発すると捕らえられて反乱軍の官に就かされ、乱終結後にこのことを罪に問われて降格されるが、その後は尚書右丞まで登る。王維は自然詩を得意とする。
| 竹里館     | 竹里館              |
| 原文       | 書き下し            |
| ---------- | ------------------- |
| 独坐幽篁裏 | 独り坐す 幽篁の裏   |
| 弾琴復長嘯 | 弾琴 復た長嘯       |
| 深林人不知 | 深林 人を不らず     |
| 明月来相照 | 明月 来って相照らす |

#### 中唐
中唐は安史の乱終結の763年から840年までの期間である。この時代を代表する詩人が白居易・元稹である。
白居易は15の頃から詩作と勉学に励み、29歳のときに科挙進士に合格、中央で官歴を積んだ。しかし44歳のときに左遷されて地方へ転出、以後は地方官を歴任し、引退後は洛陽で隠居生活に入った。このような経緯から若き日は政治・社会批判を行った詩（諷喩詩）を多く詠み、左遷以後は世俗を超越し身近な生活を描いた詩（閑適詩）を詠んだ。代表作には「新楽府」・「長恨歌」など。
| 閑遊に勉む     | 閑遊に勉む                         |
| 原文           | 書き下し                           |
| -------------- | ---------------------------------- |
| 天時人事常多故 | 天時人事 常に故多し                |
| 一歳春能幾處遊 | 一歳 春能く幾処にか遊ぶ            |
| 不是塵埃便風雨 | 是れ塵埃ならざれば便ち風雨         |
| 若非疾病即悲愁 | 若し疾病に非ざれば即ち悲愁         |
| 貧窮心苦多無興 | 貧窮なれば心苦しくして多く興無く   |
| 富貴身忙不自由 | 富貴なれば身忙がしくして自由ならず |
| 唯有分司官恰好 | 唯だ分司の 官の恰かも好しき有り    |
| 閑遊雖老未能休 | 閑遊老いたりと雖も未だ休む能はず   |

元稹は白居易の同期生で、生涯に渡って友情が続き、その友情は元白の交わりと呼ばれる。官は同中書門下平章事にまで登ったが、剛直な性格によりしばしば左遷された。詩風は白居易と共通するものがあり、2人の詩風を元和体と呼ぶ。
| 聞楽天授江州司馬 | 聞楽天授江州司馬                    |
| 原文             | 書き下し                            |
| ---------------- | ----------------------------------- |
| 残灯無焔影幢幢   | 残灯 焔無くして影幢幢               |
| 此夕聞君謫九江   | 此の夕べ 君が九江に謫せられしを聞く |
| 垂死病中驚坐起   | 垂死の病中 驚いて坐起すれば         |
| 暗風吹雨入寒窓   | 暗風 雨を吹いて寒窓に入る           |

またこの時期に韓愈・柳宗元が中心となって古文復興運動が行われた。六朝時代からの対句と装飾に重きを置いた駢文（四六駢儷体）を排除し、『史記』を模範とした文章に回帰することを目指す運動で、北宋の欧陽脩を経て文壇を支配するようになり、清末までその状態が続いた。

#### 晩唐
晩唐は840年から唐が滅亡する907年までの期間である。この時期を代表する詩人として杜牧・李商隠らが挙がる。
杜牧は親族から宰相を出す名門の出身で、自らも26歳で進士に合格。職務に励むが、剛直な性格から上から疎まれることもあった。その後、弟ら親類を養うために志願して収入の良い地方官を歴任し、49歳のときに中央に呼び戻されるが翌年に病没した。詩風は軽妙洒脱。
| 遣懐           | 遣懐                           |
| 原文           | 書き下し                       |
| -------------- | ------------------------------ |
| 落魄江湖載酒行 | 江湖に落魄して酒を載せて行く、 |
| 楚腰繊細掌中輕 | 楚腰繊細 掌中に輕し。          |
| 十年一覺揚州夢 | 十年一たび覚む揚州の夢、       |
| 贏得青楼薄倖名 | 贏ち得たり青楼薄倖の名。       |

李商隠は懐州河内県（現在の河南省焦作市沁陽市）の人。典故を並べた華麗かつ難解な詩が特徴。詩作のときに書物を多数並べていたので、「獺祭魚」と呼ばれた。
| 登樂遊原   | 登樂遊原           |
| 原文       | 書き下し           |
| ---------- | ------------------ |
| 向晩意不適 | 晩に向意適はず     |
| 驅車登古原 | 車駆りて古原に登る |
| 夕陽無限好 | 夕陽 無限に好し    |
| 只是近黄昏 | 只だ是れ黄昏に近し |

### 思想・宗教
唐代は歴代でも元時代に次いで、儒教不遇の時代とされる。
唐初に太宗の命により『五経正義』が編纂されて五教（周易・詩経・書経・礼記・春秋）の解釈が一つに統一され、科挙名経科にてこの「正義」の解釈を憶えることが必須となった。しかし『正義』の編纂により、儒教思想の固定化を招き、自由な思想発達は主に宗教界、特に仏教に発揮されることになった。
当時の仏教の主な宗派として三階教・華厳宗・禅宗・浄土教・天台宗などが挙げられる。ただし三階教は後に弾圧された。また玄奘が齎した大量の梵字仏典、さらに（鳩摩羅什らに対して）「新訳」と称される漢訳仏典は仏教学に新たな進展を齎した。唐室李氏は李耳（老子）をその遠祖とすると称していたので道教に対して「道先仏後」というような手厚い保護をした。特に玄宗は道教に対して傾倒し、『老子道徳経』に自ら注釈を付けている。ただし唐室の保護にもかかわらず道教の勢力は仏教の勢力には及ばなかった。それ以外にもゾロアスター教（祆教）・ネストリウス派（景教）・マニ教（明経）の唐代三夷教と称される宗教が唐の下で存在していた。ただこれら三夷教は唐に住んでいた外国人に信仰されていたものであり、中国には広がらなかった。
玄宗に次いで道教に傾倒していたと評される武宗は会昌の廃仏（三武一宗の法難の第三）と呼ばれる反仏教運動を起こした。首都長安にあった多数の仏教寺院を廃してのみにし、各都市においてもこれに準じて最低限の仏寺・僧・尼だけを置き、それ以外は廃・還俗させた。これに伴い前述の三夷教も排撃されて姿を消した。
廃仏は武宗の死とともに終了したが、これと前後して韓愈・柳宗元による古文復興運動、および「新儒教」の開発が進められた。それまでの経典の字句解釈・暗記を主とした儒教から経典を基に自らの思想を大胆に主張する全く新しい儒教が試みられた。この時点での新儒教はまだまだ未熟なものであったが、その後に与えた影響は大きく、宋代になって道学へと大成されることになる。

### 美術

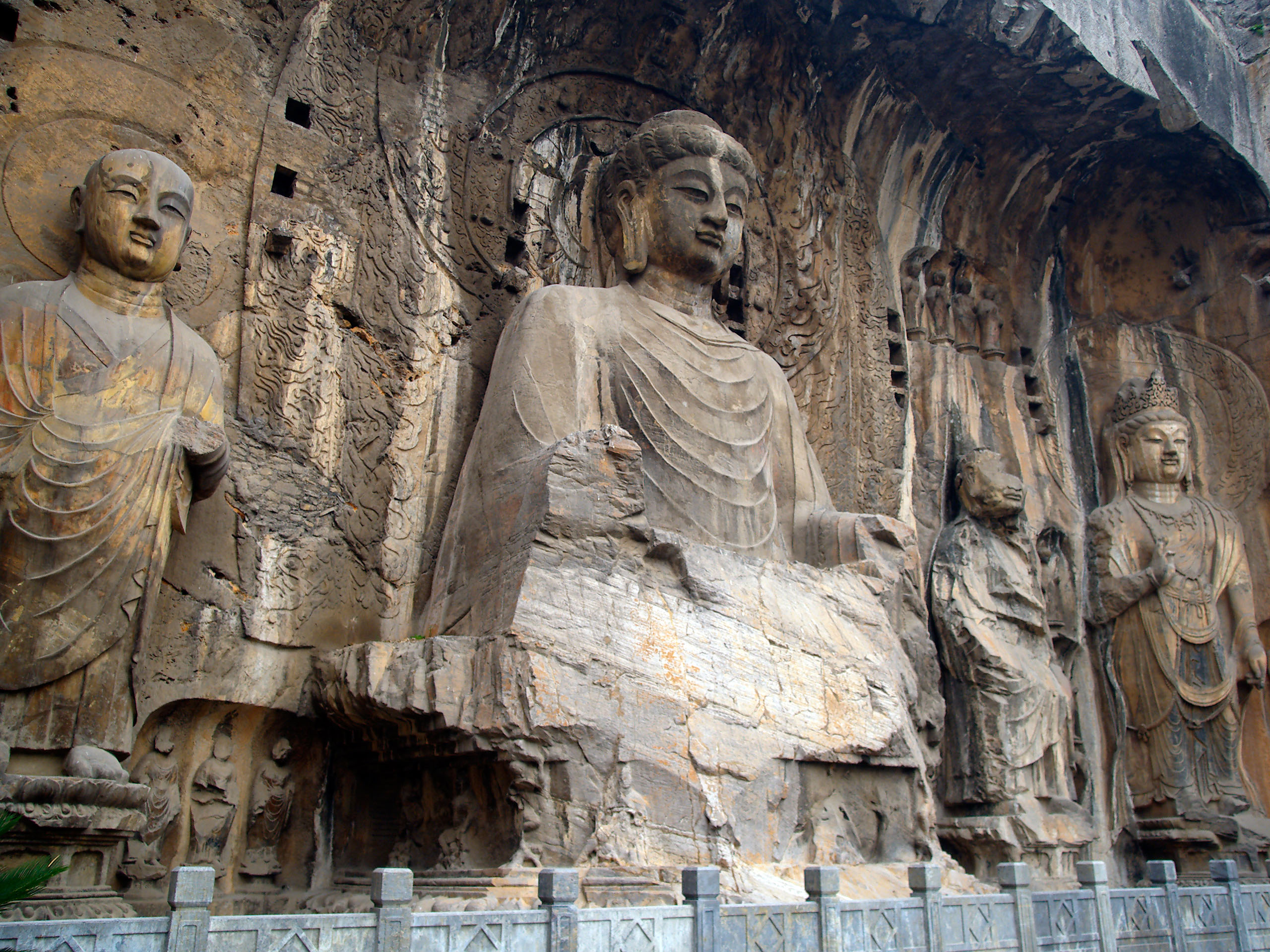
龍門石窟

唐代では各地の石窟寺院で盛んに造像や壁画が行われた。敦煌莫高窟では（吐蕃支配時を含めて）220ほどの窟が唐代に作られたものと推定されている（初唐40・盛唐80・吐蕃40・晩唐60）。洛陽に近い龍門石窟でも盛んに造像が進められ、高宗期の672年から675年にかけて本尊盧遮那仏を始めとした9体が象像された。
書の分野では太宗が王羲之に傾倒したことが有名だが、その影響で王羲之流の均整の取れた書体が好まれて、欧陽詢・虞世南・褚遂良が初唐の三大家と呼ばれる。しかしあまりに王羲之風一辺倒になりすぎた弊害を打破すべく、狂草体と呼ばれる奔放な草書を得意としたグループが誕生した。代表的な人物に賀知章・張旭・懐素などがいる。褚遂良以後の唐の書道界は一時衰微するが顔真卿の登場により中興の時を迎える。
絵画の分野では閻立本・呉道玄らの名前が挙がる。両者ともに真筆は現存していない。閻立本は北宋代の模写『歴代帝王図巻』が残るが、呉道玄には模写も残っていない。山水画もまた発展し、後に北宗画の祖とされることになる李思訓、南宗画の始まりとされる王維がいる。さらに張彦遠によって著された『歴代名画記』はその時点までの中国絵画史を総括したものとしてその存在意義を多角評価されている。

### ギャラリー
コモンズの唐代の美術のカテゴリも参照。

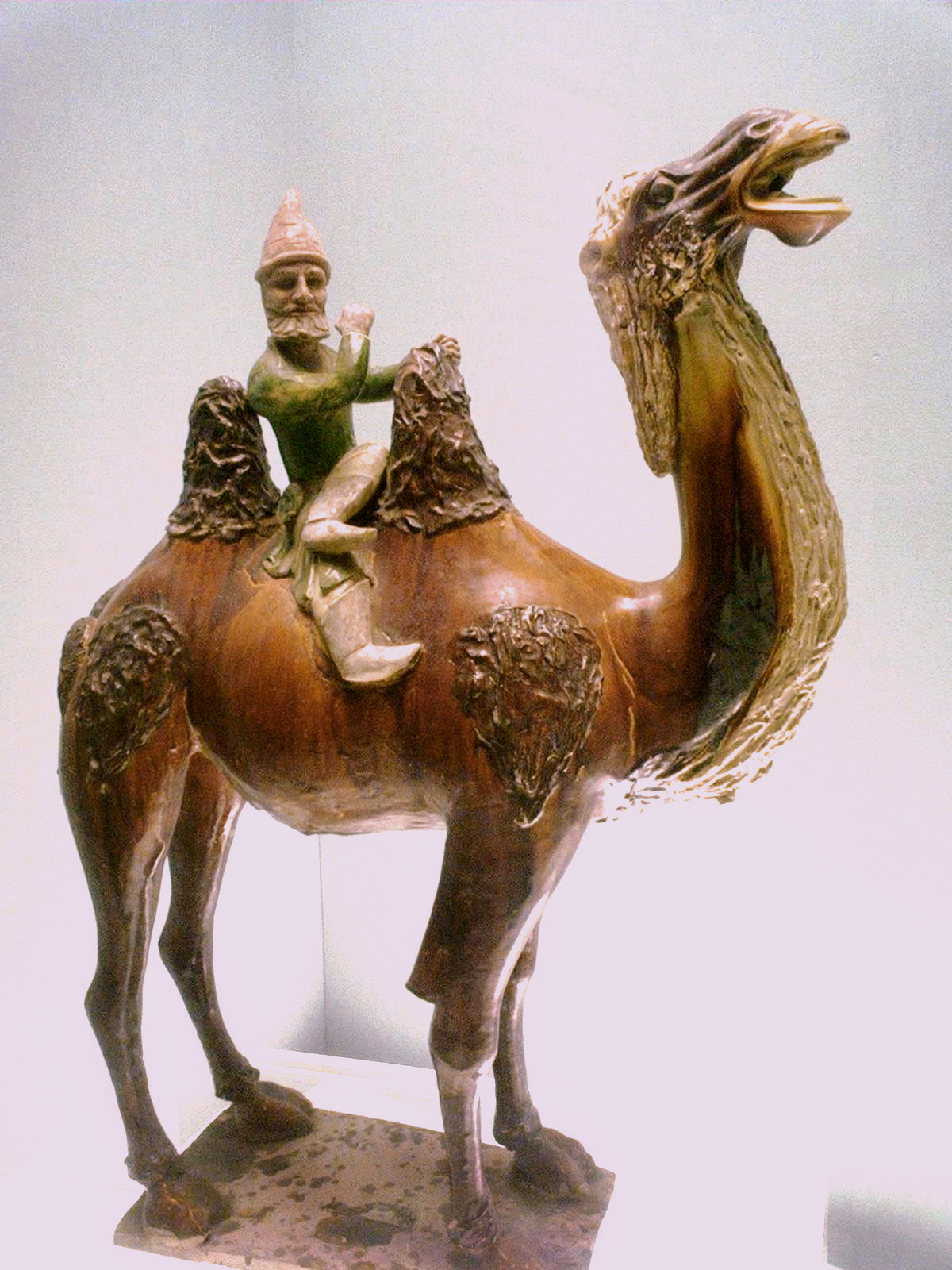
唐三彩
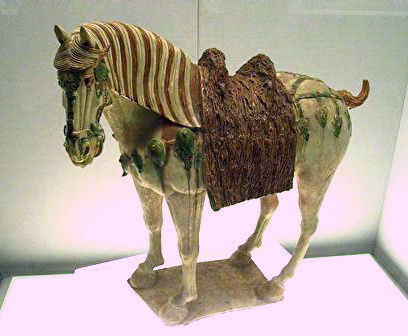
唐三彩
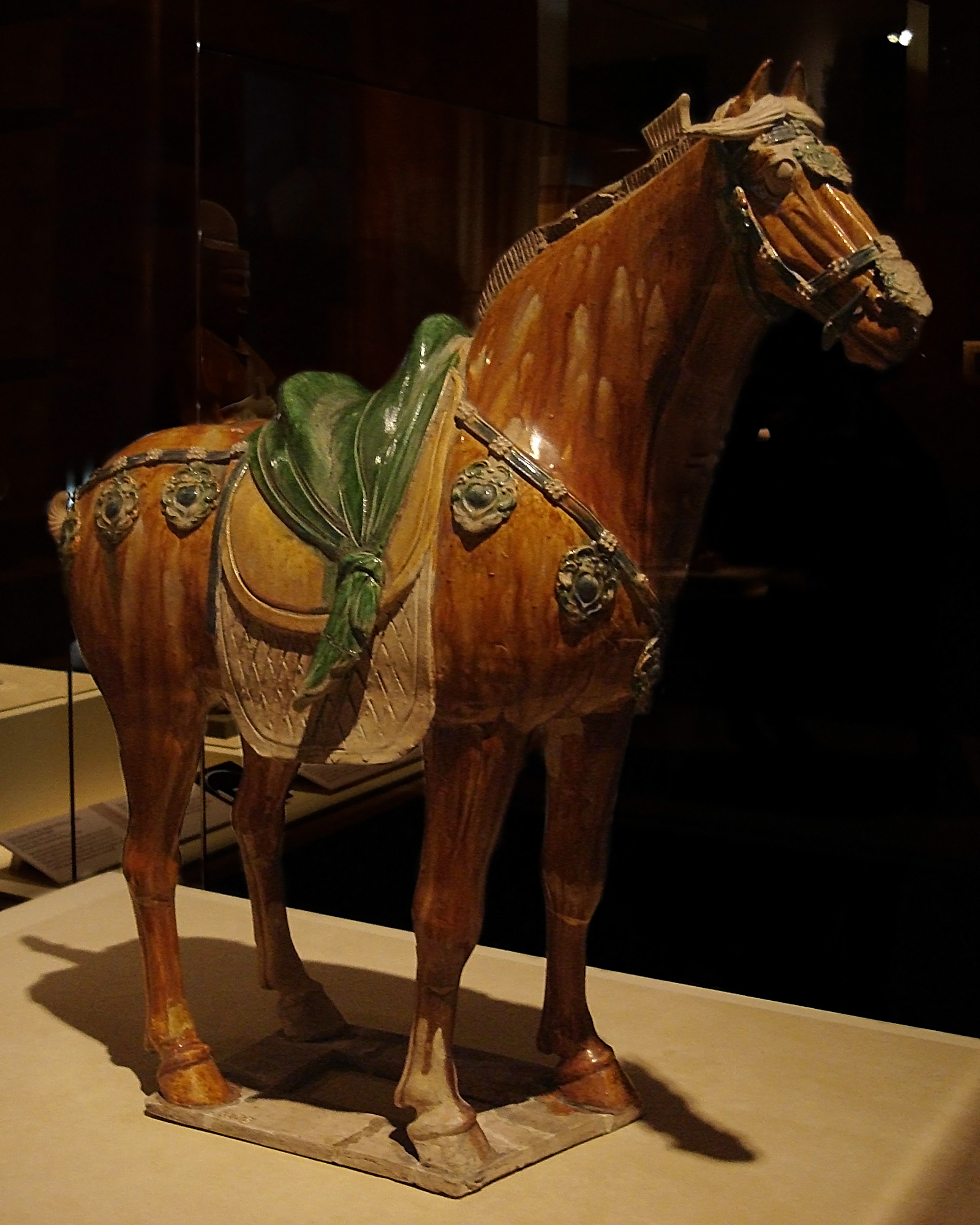
唐三彩
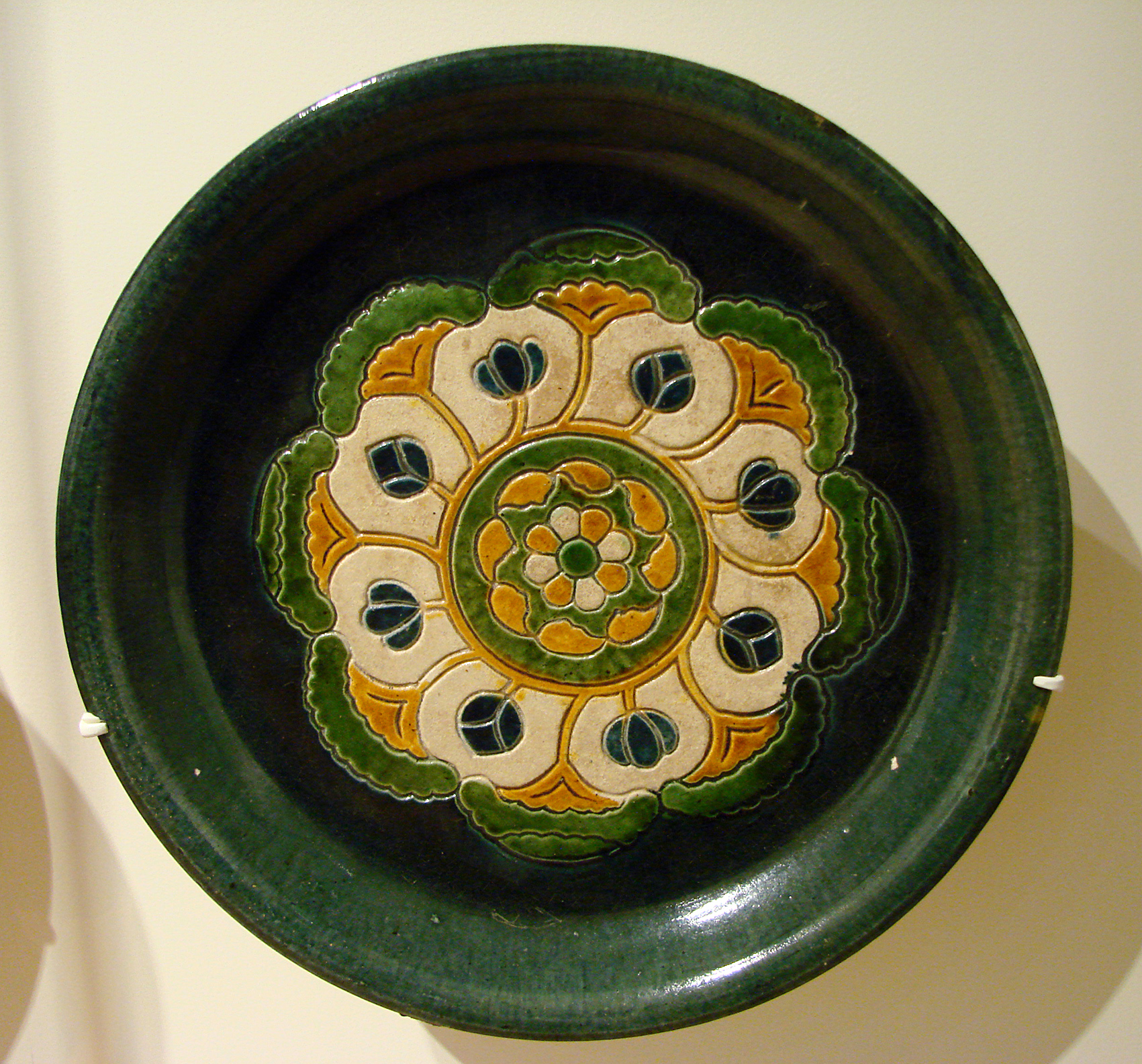
唐三彩
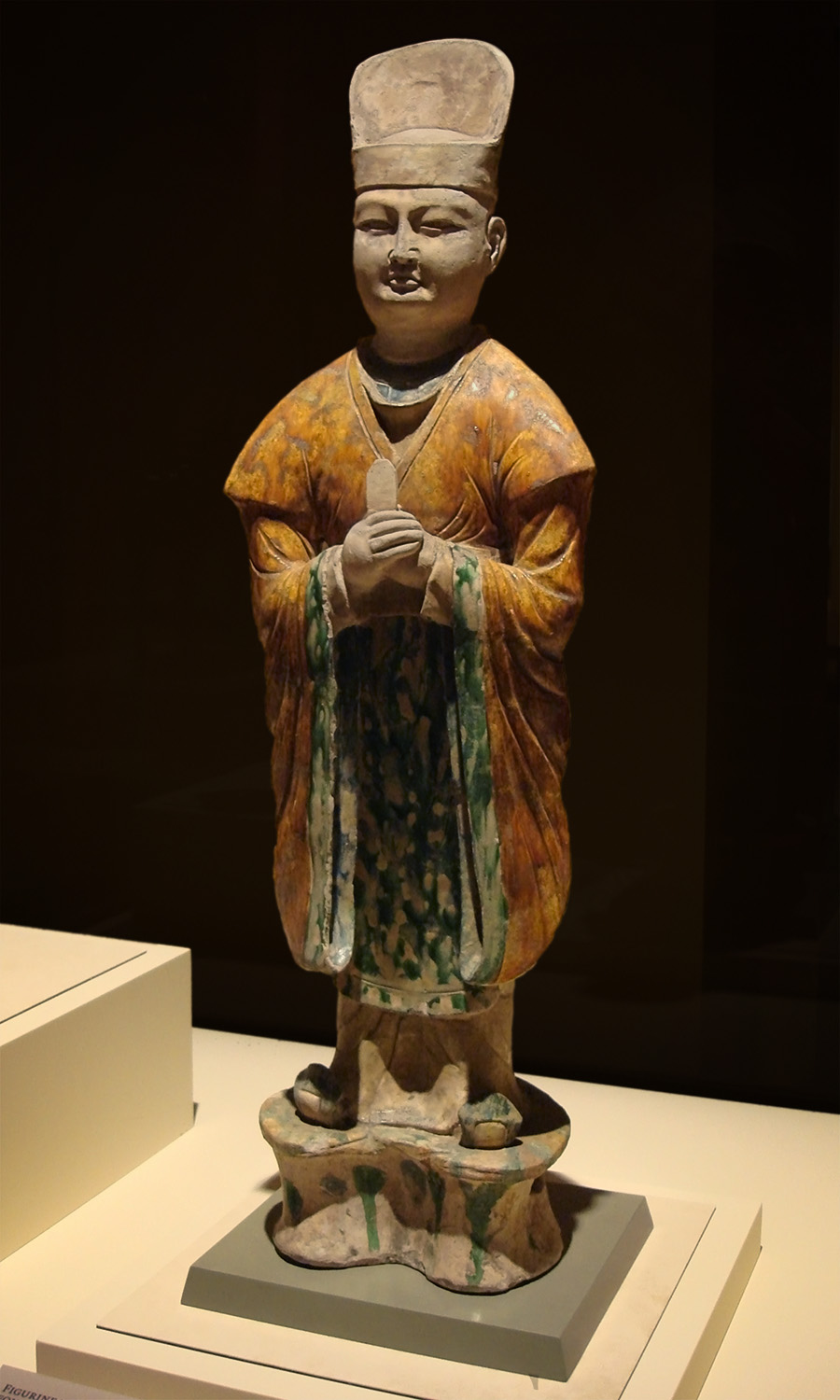
文官の唐三彩
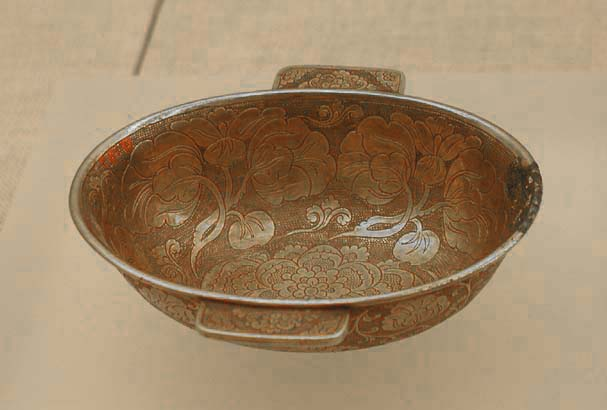
花をモチーフにした金箔の銀茶わん
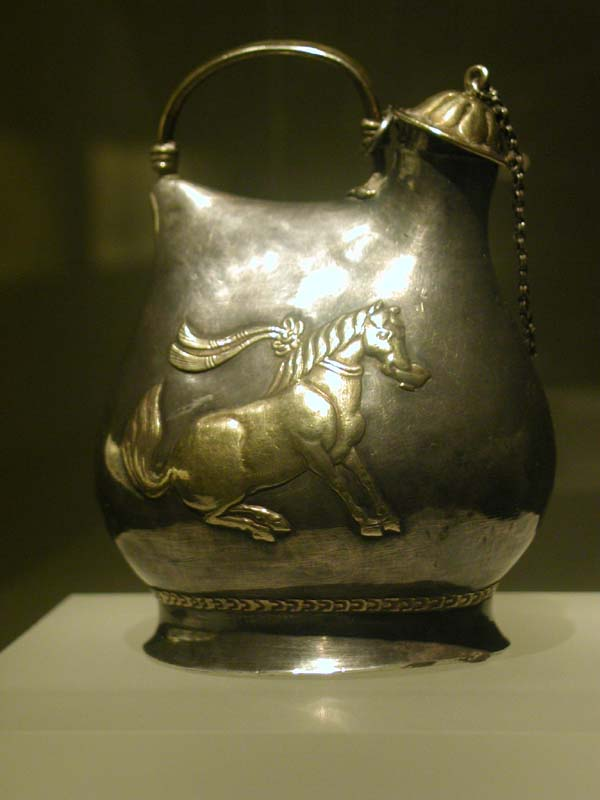
馬をモチーフにした金箔の銀つぼ
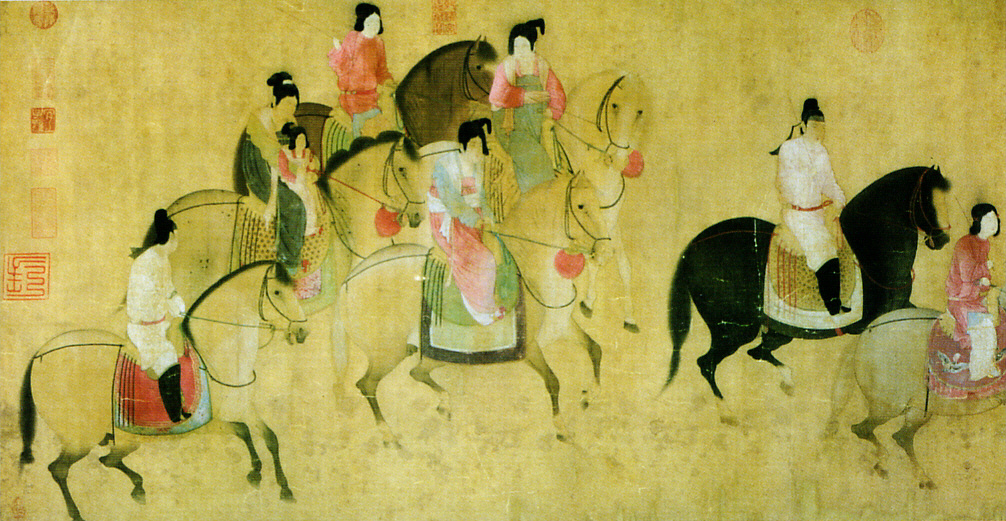
唐宮廷の絵画
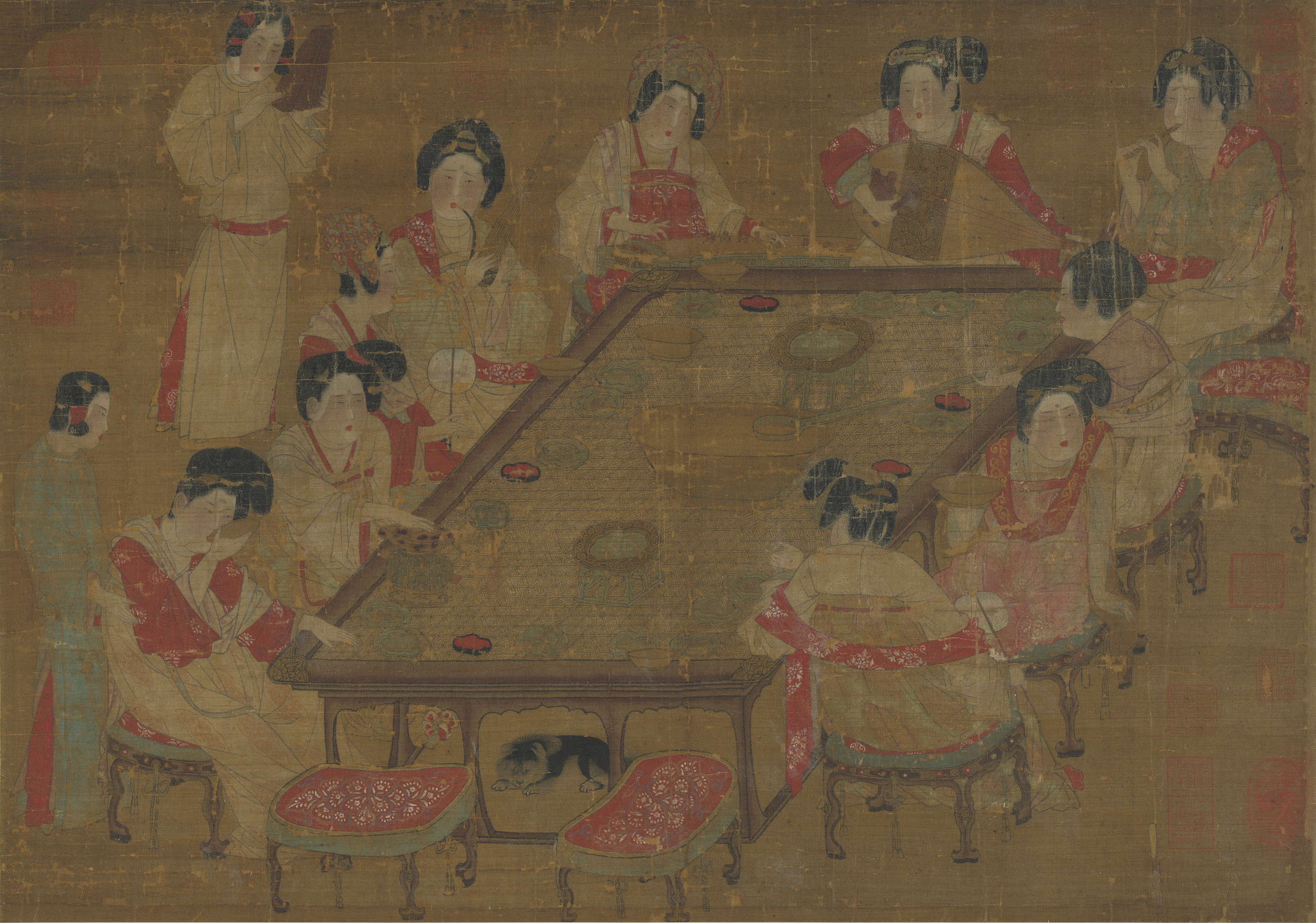
唐宮廷の絵画
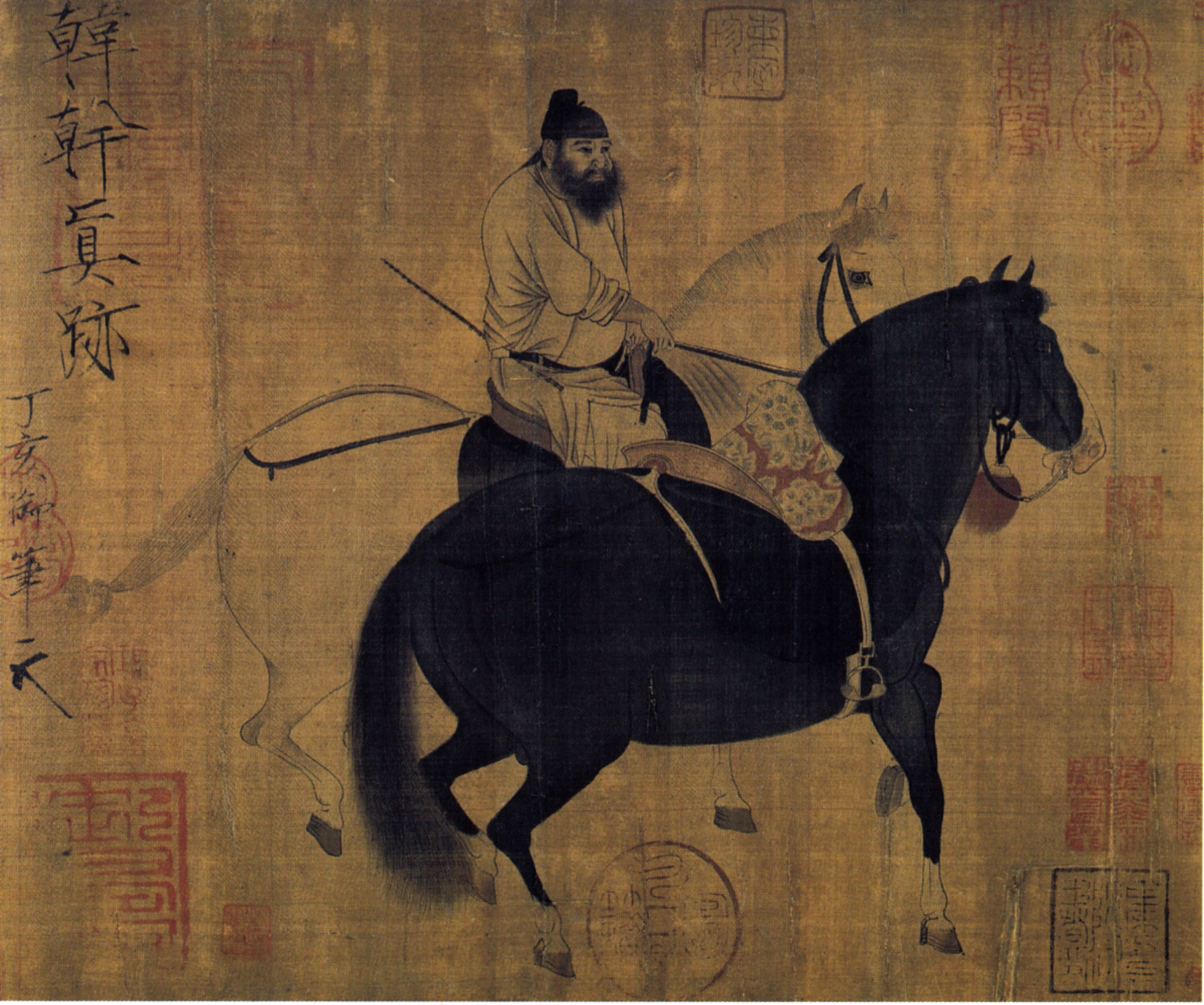
韓幹による鞍馬画
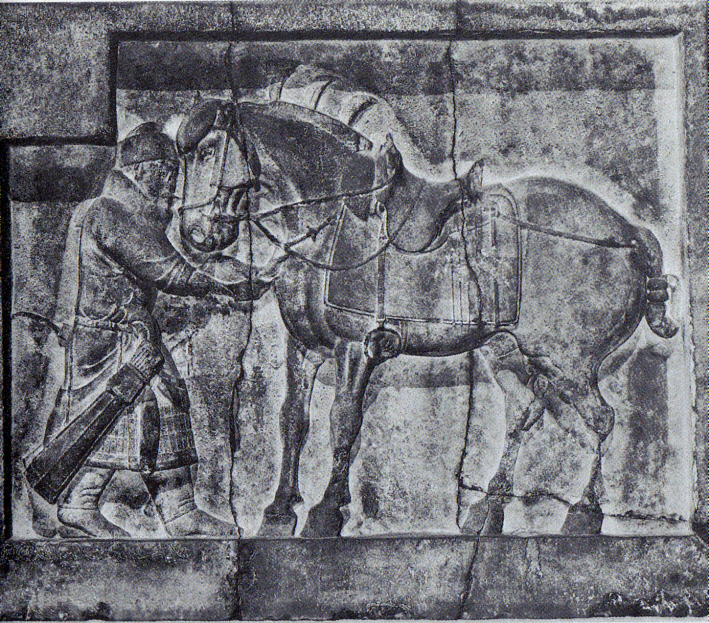
兵士と馬のレリーフ
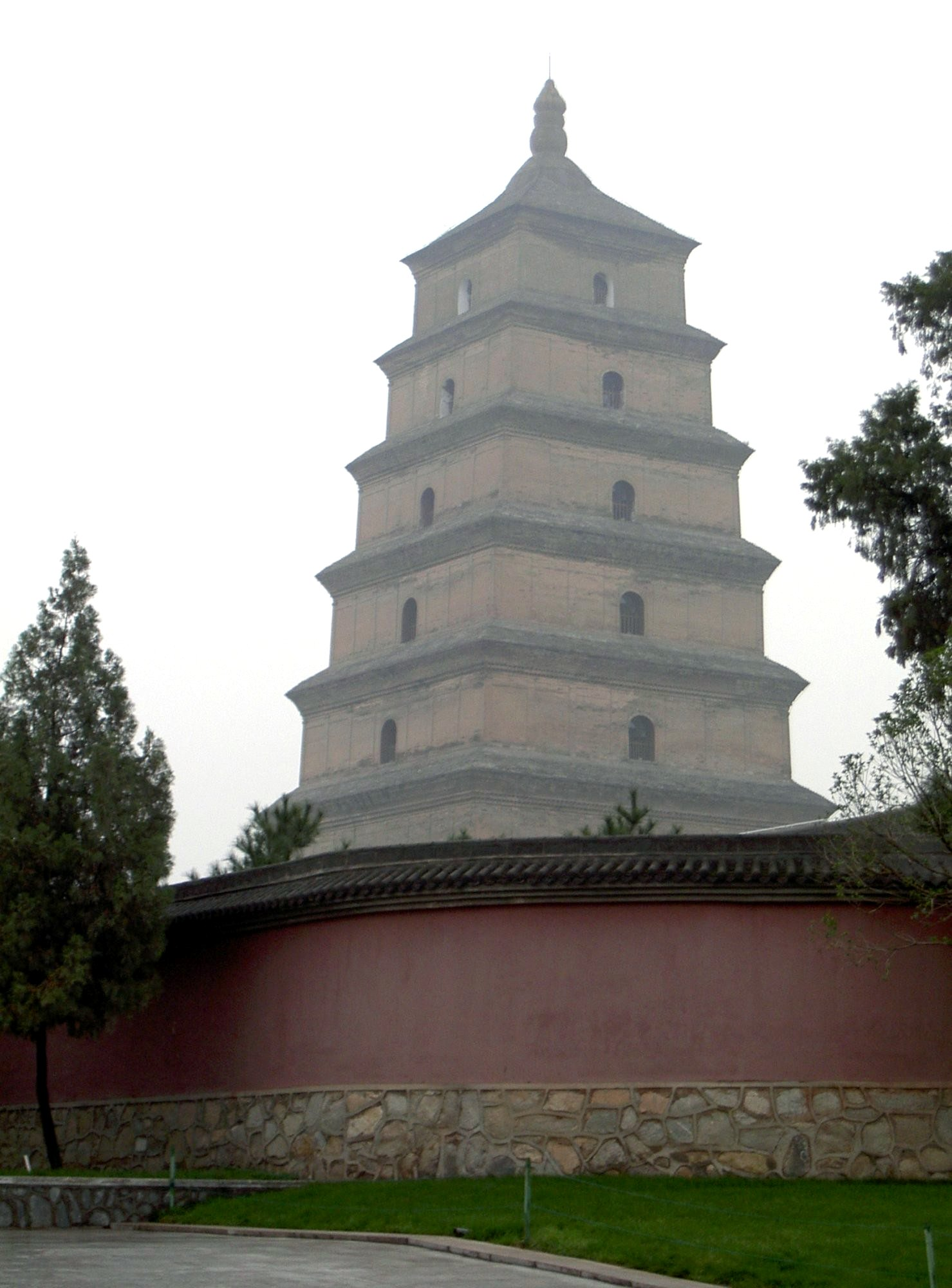
長安の大雁塔
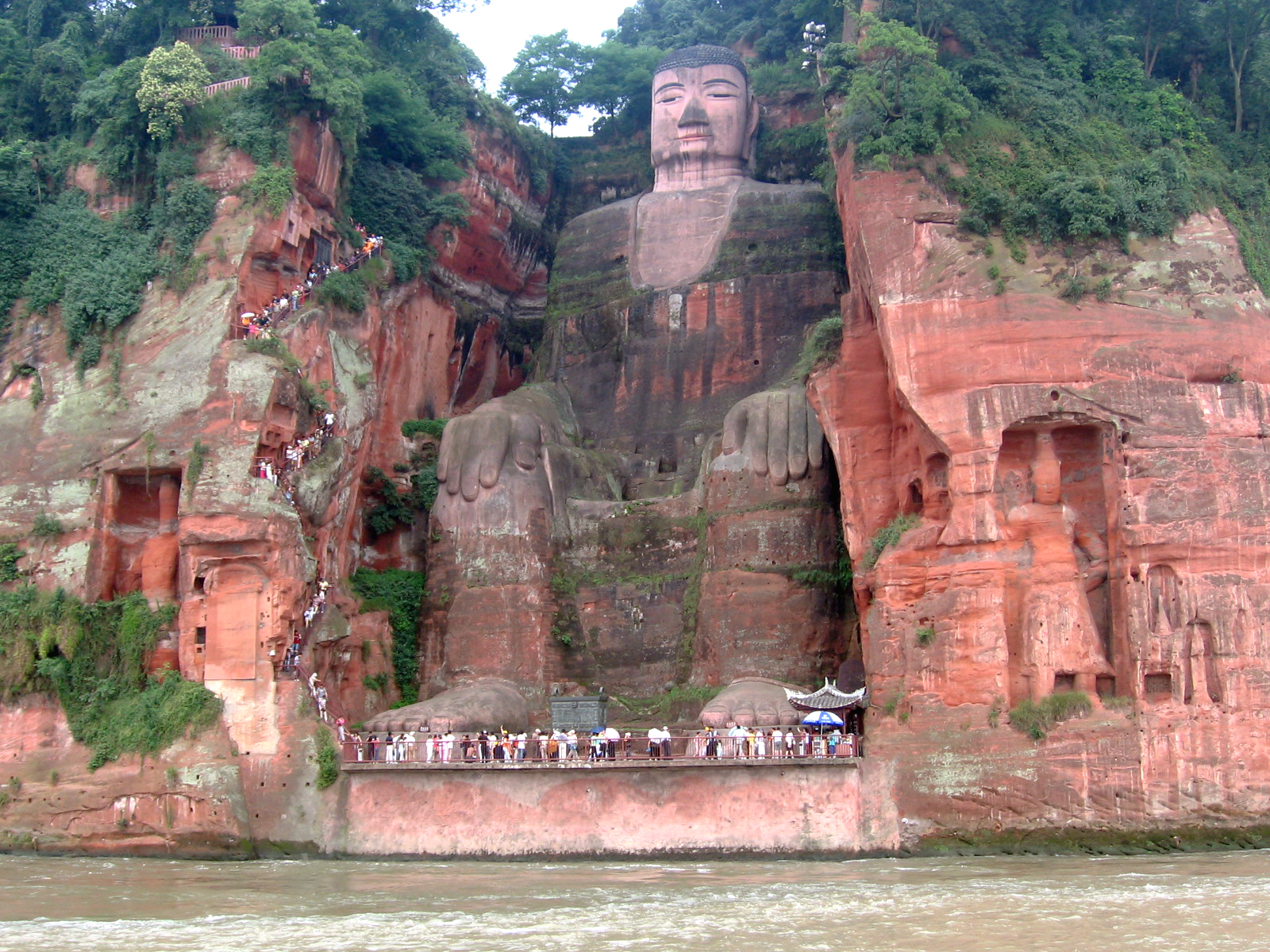
四川省楽山市の楽山大仏

## 国際関係

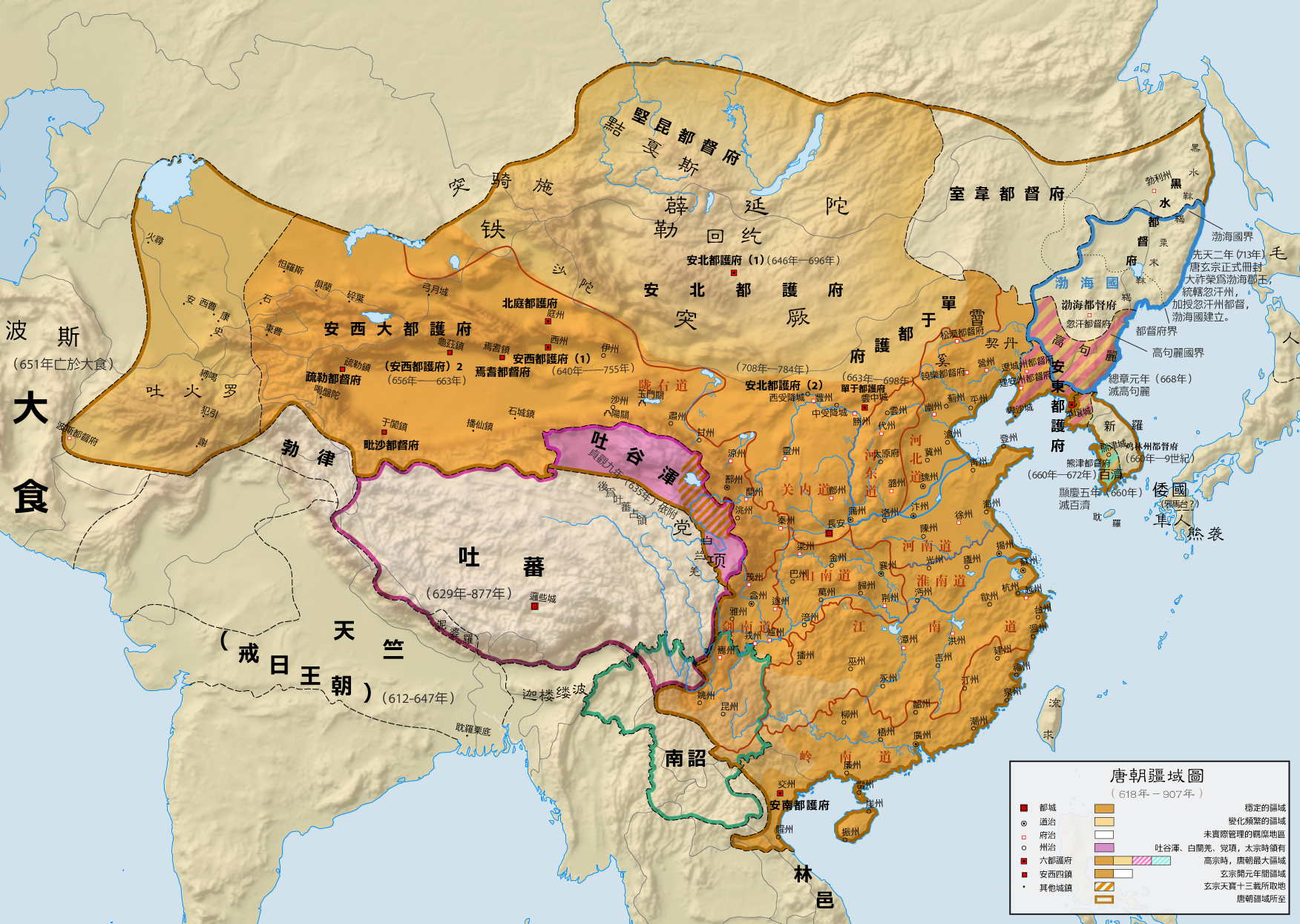
唐領域図

唐の最大領域は高宗期の660年代で、直接統治地域は東西が朝鮮北部から天山山脈のオアシス地帯まで、南北は外モンゴルからベトナム中部までの領域である。しかし周辺区域でも異民族の自治による間接支配を執っている。
唐の北方異民族支配は羈縻支配と呼ばれる。異民族の支配地に唐の直接統治機関である都督府・羈縻州を設置し、その長官たる都督や刺史にその地の異民族の長を任命してその部族の自治権を認めるものである。
都督府・羈縻州の上に立って管轄するのが都護府であり、辺境に6の都護府が置かれた。
- 安西都護府 - 640年設置。シルクロードの天山南路の守備。
- 安北都護府 - 647年設置。外モンゴル支配。
- 単于都護府 - 650年設置。内モンゴル支配。
- 安東都護府 - 668年設置。朝鮮・満州支配。
- 安南都護府 - 679年設置。ベトナム・その他の南海諸国支配。
- 北庭都護府 - 701年設置。天山北路の守備。

盛唐までの唐は外国の文化に対して寛容であり、高句麗の高仙芝、百済の黒歯常之、日本人の阿倍仲麻呂や雑胡（異民族の混血）の安禄山のように外国人が政府の官職を受けて活躍していた。
安史の乱以降は都護府による辺境経営が縮小し、唐の異民族政策は一気に緩んだ。このため唐は辺境へ藩鎮の配置を進め、羈縻支配を改めていったが、吐蕃により唐の西北国境は不安定となる。9世紀にはウイグルや吐蕃も衰退に向かうが、唐にはもはや周辺諸国に干渉する力は残っていなかった。また、唐の衰退は東方の諸国においても動揺を与え、唐の滅亡から30年経たないうちに渤海・新羅が相次いで滅亡・日本においても律令体制が動揺することとなる。

### 北方
6世紀に巨大帝国を築いた突厥は隋の時代に東西に分裂していたが、それでもなお巨大な力を有しており、唐建国時に突厥から兵を借りているようにこの時期には明らかに突厥の力のほうが上であった。太宗即位の626年には長安のすぐ傍まで迫られて和約を結んでいる。
しかし唐が統一を果たした628年以降に攻勢に転じ、630年には突厥から鉄勒が離反したことに乗じて東突厥を滅ぼすことに成功した。突厥の後に台頭した鉄勒部族の一つ薛延陀も646年に制圧し、翌年に安北都護府（もしくは燕然都護府）・単于都護府を設置した。太宗は鉄勒を初めとする諸部族から天可汗の称号を受けている。可汗（カガン）はハーン、すなわち遊牧民世界の最高君主を意味する称号であり、唐は中華帝国の王者であると共に草原の可汗でもあった。

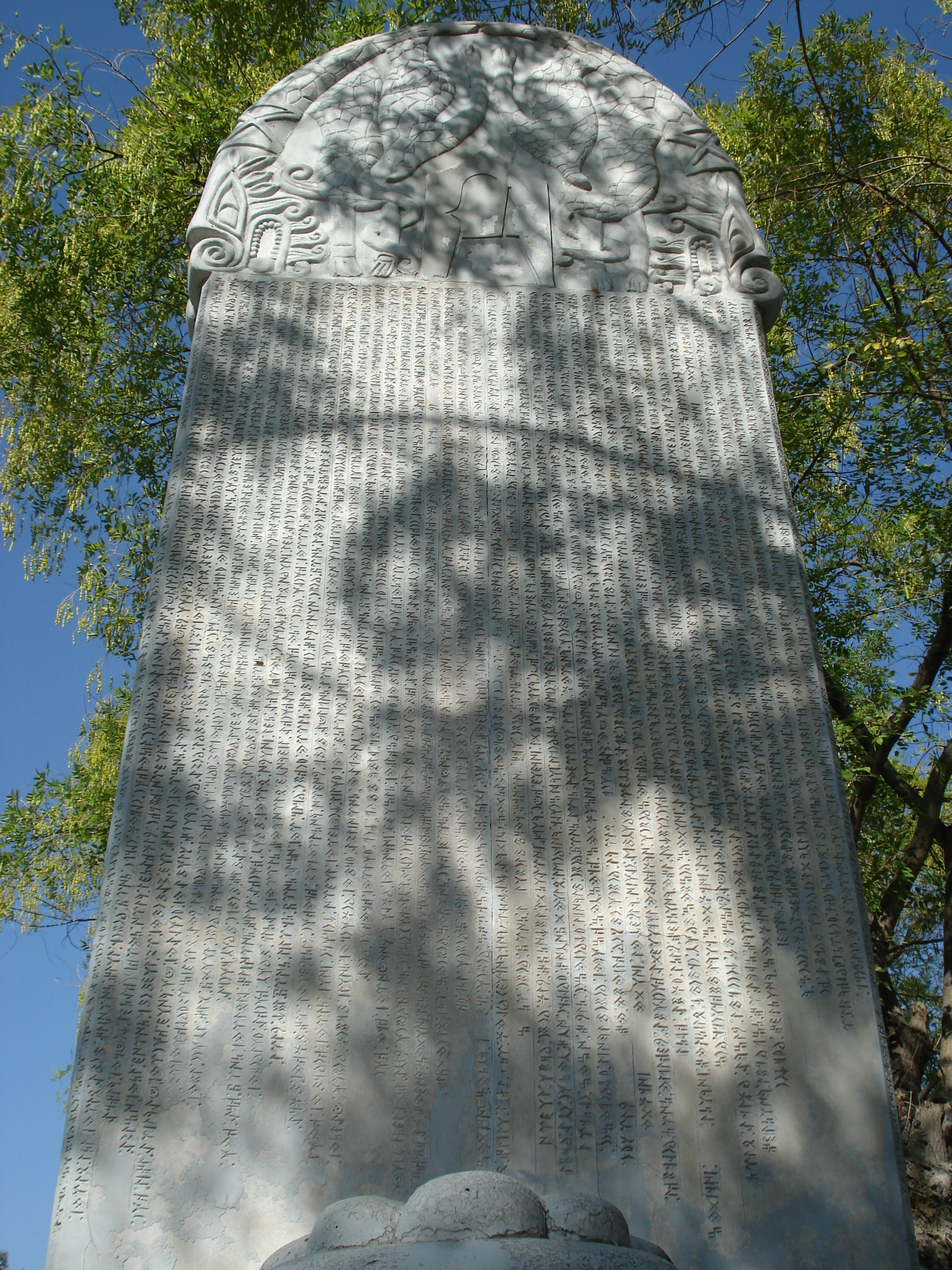
ビルゲ・カガン碑文のレプリカ（アンカラのガズィ大学）。

その後、突厥は唐の単于都護府下に支配されていたが、度々唐に対して反抗し、682年に突厥第二帝国と呼ばれる国を建て、モンゴル高原において自立した。突厥は唐に侵攻して辺境を悩ませ、突厥の勢力を取り戻した。この時期のことを記したものが突厥碑文と呼ばれる石碑文である。その後、突厥は内紛で勢力を落とし、744年に鉄勒の一部族であったウイグル（回鶻）を中心とした部族連合（「九姓鉄勒」「九姓回鶻」）によって滅ぼされ、ウイグルが突厥にかわってモンゴル高原を支配下においた。その後に安史の乱が起きると唐からウイグルに要請があり、それに応えて援軍を送った。その見返りとして莫大な絹を唐からウイグルへ送ることとなり、絹馬交易（絹と馬を交換する交易。#外国交易参照）にてウイグル側に有利なレートで交易を迫り、中国の富を吸い上げて盛況をきわめた。しかし840年に天災とキルギス人の攻撃によりウイグル国家は崩壊、この後に高原を統一する勢力はモンゴル帝国まで待たねばならない。

### 西方
唐は640年に高昌国（現トルファン）を滅ぼしたのを初めとして、シルクロード沿いのオアシス国家を服属させて安西都護府（クチャ）を設置し、西域経営を行った。
また635年に青海の吐谷渾を支配下に置き、チベット高原の吐蕃も服属させた。しかし吐蕃に対する支配は強力なものではなく、吐蕃は度々唐の領内に侵攻し、それに対して唐から皇帝の娘と称する女性を吐蕃公主として嫁がせるなどして懐柔に努めた。
唐の西域経営は8世紀前半には天山山脈・パミール高原以西のトランスオクシアナにまで及ぶが、751年のタラス河畔の戦いで敗戦したことによって頓挫し、中央アジアの支配権はイスラム帝国に譲ることになる。なお、この戦いの捕虜により、製紙法が西方に伝わった。
安史の乱が起こると、吐蕃は乱の混乱に乗じて一時期長安を占拠した。長安からはすぐに撤退したものの甘粛は吐蕃の領域に入り、シルクロードの河西回廊は吐蕃の手に入った。その後の787年には安西・北庭の両都護府が吐蕃に陥落させられ、唐の西域経営は終わる。その後、唐の立ち直りにより敵対関係は続けるもののその攻勢を弱め、822年に唐と完全に和睦。以降は唐と吐蕃の間では戦闘はなくなる。
現在の雲南省を支配した南詔は元は大蒙国と号し、唐から刺史の位をもらっていた。その後、勢力を拡大して唐から雲南王に任ぜられ、更に勢力を拡大して雲南全てを統一した。その後、唐に対して背き、750年の唐の討伐軍を撃退。独立を果たしたが、独力ではそれを維持できず、吐蕃の援助を受けることとなる。

### 東方
唐が成立した618年に高句麗・百済・新羅の三国は唐に朝貢し、それに対して三国は唐からそれぞれ遼東郡王・帯方郡王・楽浪郡王に冊封されていた。642年に高句麗で泉蓋蘇文がクーデターを起こしたことと新羅からの要請で太宗は高句麗に3度に渡って遠征軍を送るが失敗に終わる（唐の高句麗遠征）。太宗が崩御したことで高句麗遠征は一旦終了するが、次の高宗のときに新羅が高句麗・百済の侵攻を受けたことで唐に救援要請を送り、658年と659年に二度遠征軍を送るがこれも失敗に終わる。660年の遠征ではまず南の百済を滅ぼした。このときに百済移民が日本へと救援要請を送り、663年に白村江の戦いが起こるがこれに大勝して追い返した。孤立した高句麗に攻撃をかけ、668年には高句麗首都平壌を陥落させて、高句麗を滅ぼした。唐はこの土地に安東都護府を設置する。
その後、新羅が半島にあった唐の都督府ほか各地の行政機関を襲撃（唐・新羅戦争）した結果、安東都護府は遼東半島にまで後退せざるを得なくなり、朝鮮半島では統一新羅が誕生する。
一方で東北地方（満州）ではこの地方に移住させられていた契丹が反乱を起こした混乱に乗じて、高句麗の遺民と粟末靺鞨が中心となり震国を立てる。唐から渤海郡王に冊封されたのを期に渤海と改める。
太宗時代に日本は遣唐使を送っていたが、白村江の戦いの後、唐の来襲を恐れて大宰府などに大規模な防備体制を敷いて、遣唐使は中断された。遣唐使が再開するのは702年のことでその後は唐滅亡までに16回送られた。遣使の中にいた阿倍仲麻呂（中国名「朝衡」ないし「晁衡」）は唐に残って朝廷に仕えて出世し、節度使の地位まで登った。また唐からも鑑真が生命を賭して日本へと渡った。しかし安史の乱以降の唐が衰退したことで危険を犯して送る意義が少なくなり、頻度は激減する。そして838年を最期に遣使は途絶え、894年、菅原道真の建議により遣唐使は停止された。

## 唐の皇帝と元号

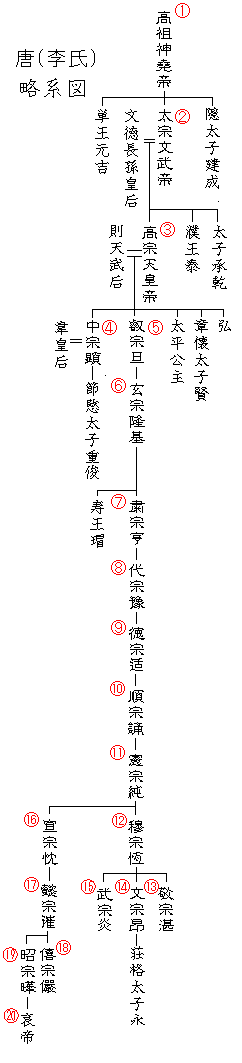
唐の系図

| 皇帝                          | 名     | 統治年数                          | 元号 |
| ----------------------------- | ------ | --------------------------------- | --- |
| 高祖                          | 李淵   | 618年-626年                       | 武徳 618年-626年 |
| 太宗                          | 李世民 | 626年-649年                       | 貞観 627年-649年 |
| 高宗                          | 李治   | 650年-683年                       | 永徽 650年-655年 顕慶 656年-661年 龍朔 661年-663年 麟徳 664年-665年 乾封 666年-668年 総章 668年-670年 咸亨 670年-674年 上元 674年-676年 儀鳳 676年-679年 調露 679年-680年 永隆 680年-681年 開耀 681年-682年 永淳 682年-683年 弘道 683年 |
| 中宗                          | 李顕   | 684年 （705年-710年に重祚）       | 嗣聖 684年 |
| 睿宗                          | 李旦   | 684年-690年 （710年-712年に重祚） | 文明 684年 光宅 684年 垂拱 685年-688年 永昌 689年 載初 690年 |
| 武周（690年 - 705年）唐の中断 |        |                                   | |
| 則天大聖皇帝                  | 武曌   | 690年-705年                       | 天授 690年 如意 692年 長寿 692年 延載 694年 証聖 695年 天冊万歳 695年 万歳登封 696年 万歳通天 696年 神功 697年 聖暦 698年 久視 700年 大足 701年 長安 701年                                                                              |
| 唐の復興                      |        |                                   | |
| 中宗（重祚）                  | 李顕   | 705年-710年                       | 神龍 705年-707年 景龍 707年-710年 |
| 殤帝                          | 李重茂 | 710年                             | 唐隆 710年 |
| 睿宗（重祚）                  | 李旦   | 710年-712年                       | 景雲 710年-711年 太極 712年 延和 712年 |
| 玄宗                          | 李隆基 | 712年-756年                       | 先天 712年-713年 開元 713年-741年 天宝 742年-756年 |
| 粛宗                          | 李亨   | 756年-762年                       | 至徳 756年-758年 乾元 758年-760年 上元 760年-761年 |
| 代宗                          | 李豫   | 762年-779年                       | 宝応 762年-763年 広徳 763年-764年 永泰 765年-766年 大暦 766年-779年 |
| 徳宗                          | 李适   | 780年-805年                       | 建中 780年-783年 興元 784年 貞元 785年-805年 |
| 順宗                          | 李誦   | 805年                             | 永貞 805年 |
| 憲宗                          | 李純   | 806年-820年                       | 元和 806年-820年 |
| 穆宗                          | 李恒   | 821年-824年                       | 長慶 821年-824年 |
| 敬宗                          | 李湛   | 825年-826年                       | 宝暦 824年-826年 |
| 文宗                          | 李昂   | 826年-840年                       | 宝暦 826年 大和1 827年-835年 開成 836年-840年 |
| 武宗                          | 李瀍   | 840年-846年                       | 会昌 841年-846年 |
| 宣宗                          | 李忱   | 846年-859年                       | 大中 847年-859年 |
| 懿宗                          | 李漼   | 859年-873年                       | 大中 859年 咸通 860年-873年 |
| 僖宗                          | 李儇   | 873年-888年                       | 咸通 873年-874年 乾符 874年-879年 広明 880年-881年 中和 881年-885年 光啓 885年-888年 文徳 888年 |
| 昭宗                          | 李敏   | 888年-904年                       | 龍紀 889年 大順 890年-891年 景福 892年-893年 乾寧 894年-898年 光化 898年-901年 天復 901年-904年 天祐 904年 |
| （徳王李裕）                  | 李裕   | 900年-901年                       | 光化 898年-901年 |
| 哀帝                          | 李柷   | 904年-907年                       | 天祐 904年-907年 |